# レクサス・IS

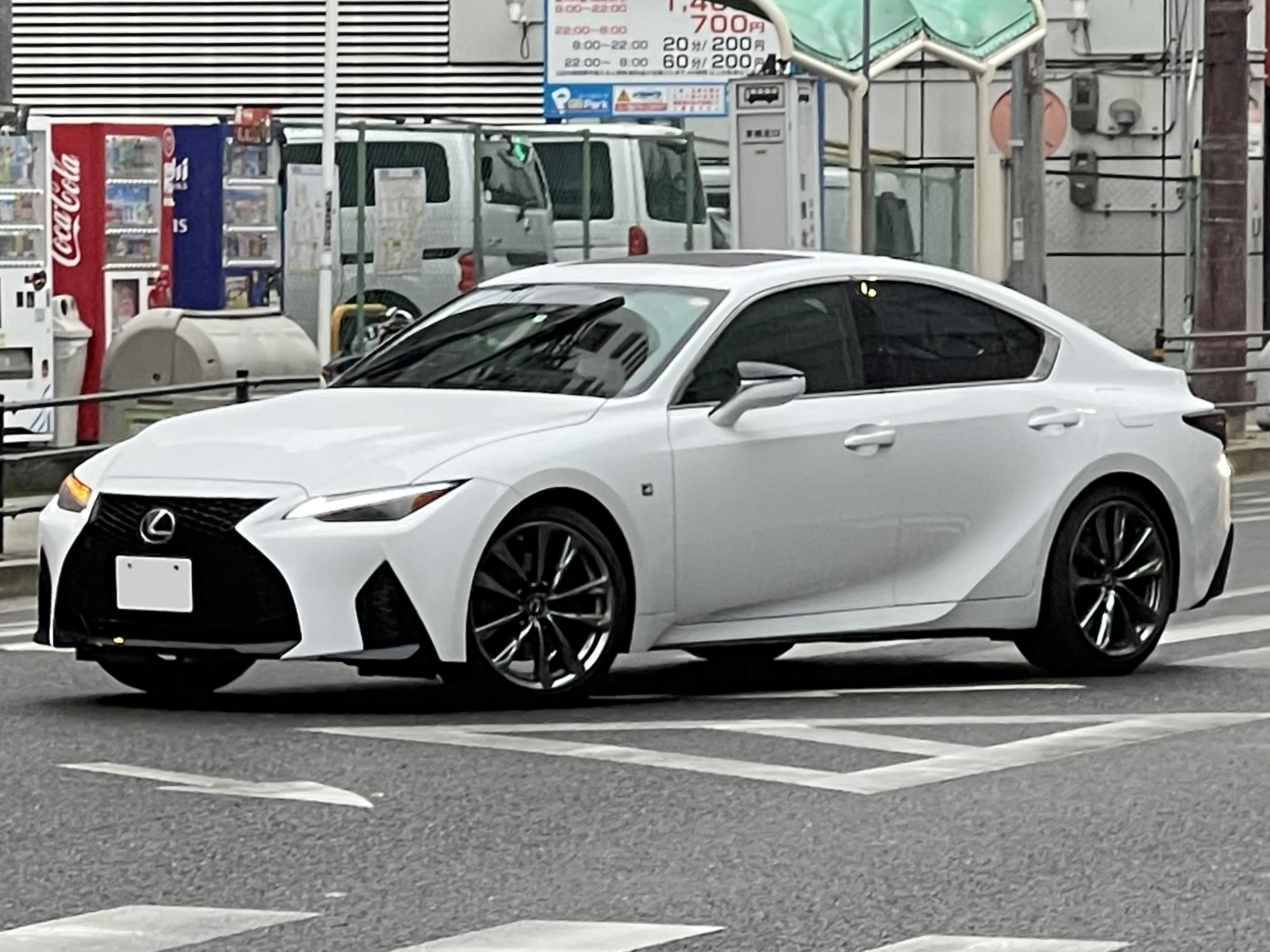
3代目モデル IS 350 F SPORT

IS（アイエス、Lexus IS）は、トヨタ自動車が展開する高級車ブランド「レクサス」が販売する中型乗用車である。

## 概要
欧州での展開も見据えて開発されたスポーツセダン。2023年8月現在で販売されているモデルは2013年に発売された第3世代のものである。派生車種として高性能モデルである「IS F」（アイエス・エフ）があり、それらは2005年に発売された先代（2代目モデル）のセダンをベースにしたものが販売されていた。なお、2代目モデル（日本仕様は初代モデル）のみ2ドアコンバーチブルクーペも混在していた。
第1世代モデルに相当する1999年発売のモデルは日本国内に限りトヨタブランド（ネッツ店）にて「トヨタ・アルテッツァ」として販売されていた。

## 初代 GXE/JCE10L型（1999年 - 2005年）
日本で「トヨタ・アルテッツァ」がデビューした翌年の1999年、アルテッツァのレクサスブランド版としてヨーロッパで発売された後、北米ほかでも同様に展開された。北米地域においてはレクサスのエントリーモデルとして人気があり、ヨーロッパでも全長4.5 mほどの大きさで高級車とされるセダンは、ISが登場するまではドイツ車のみであった。それゆえドイツ車以外にもライバル車が多くいたことで「欧州至上主義」に打ちのめされた歴史のあるLSとは違い、歴史的心情による「反ドイツ主義層」から高い人気を得た。
ISは全車直列6気筒エンジン搭載であり、アルテッツァセダンに設定のない2JZ-GE搭載車も存在する。一方、アルテッツァに設定のあった直列4気筒（3S-GE）エンジン搭載のスポーツモデルは存在しない。内装の品質もレクサスブランドの基準を満たすため、アルテッツァより上質に仕上げられている（後にアルテッツァにはISと同様の質感・装備を奢った最上級仕様である「Lエディション」がラインナップされる）。
| IS200          | 直列6気筒（1G-FE）  | 2L | ヨーロッパのみでの販売。日本国内におけるアルテッツァAS200に相当。6MT/4ATの設定。                                             |
| IS300          | 直列6気筒（2JZ-GE） | 3L | 北米、ヨーロッパで展開。米国仕様のみ5速MTの設定もある。                                                                      |
| IS SportsCross | 直列6気筒（2JZ-GE） | 3L | シューティングブレーク（あるいはスポーツワゴン）風のハッチバックモデル。 日本国内におけるアルテッツァ・ジータ（Gita)に相当。 |

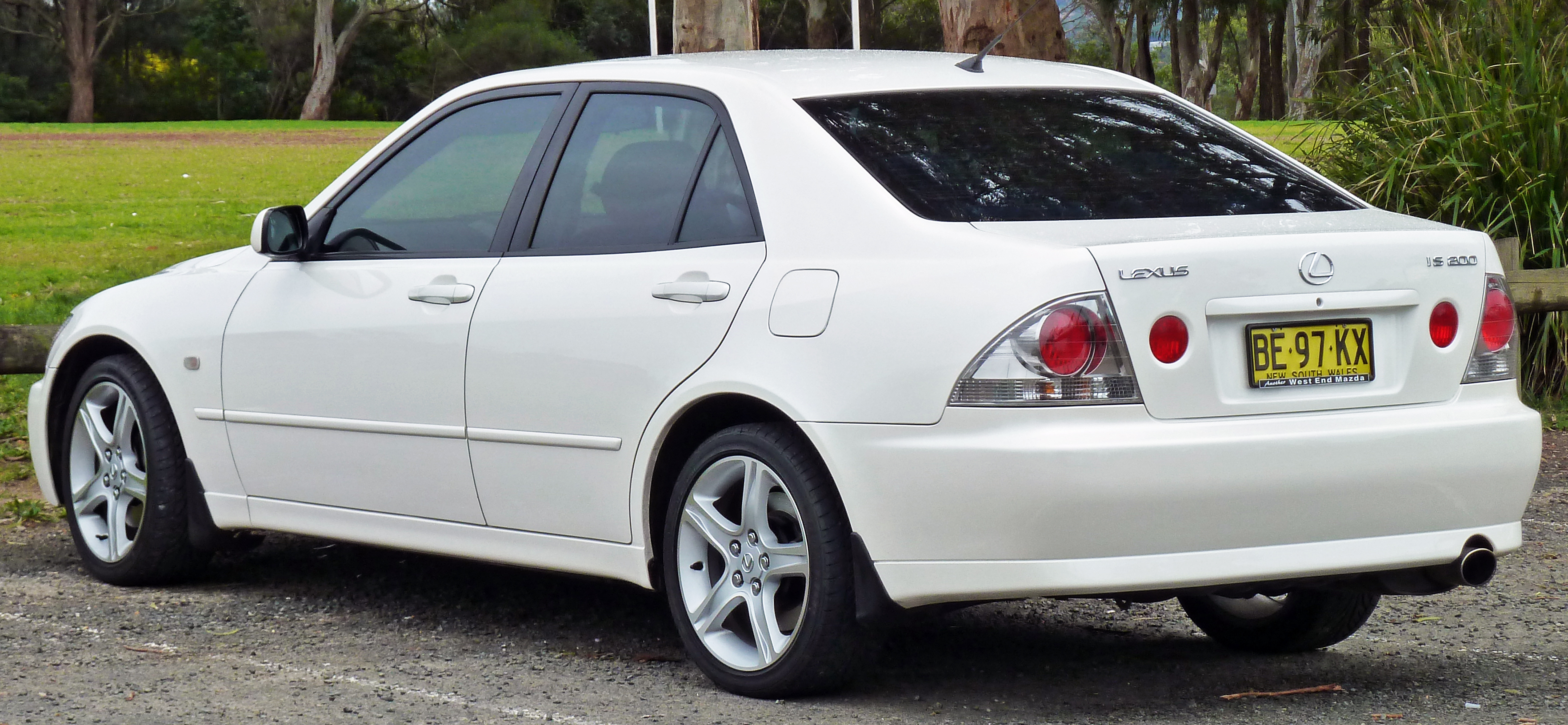
4ドアセダン リア
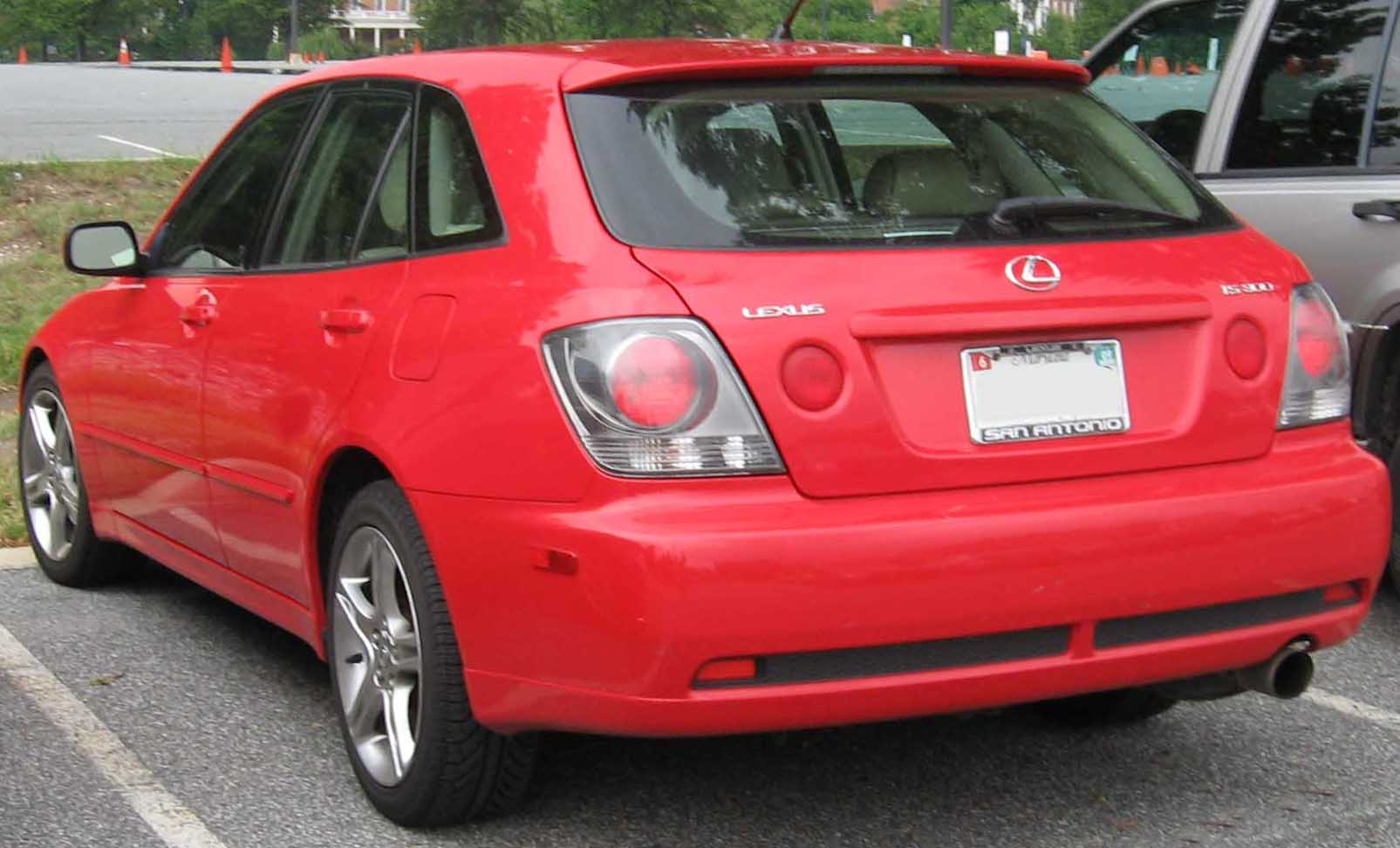
5ドア SportsCross リア
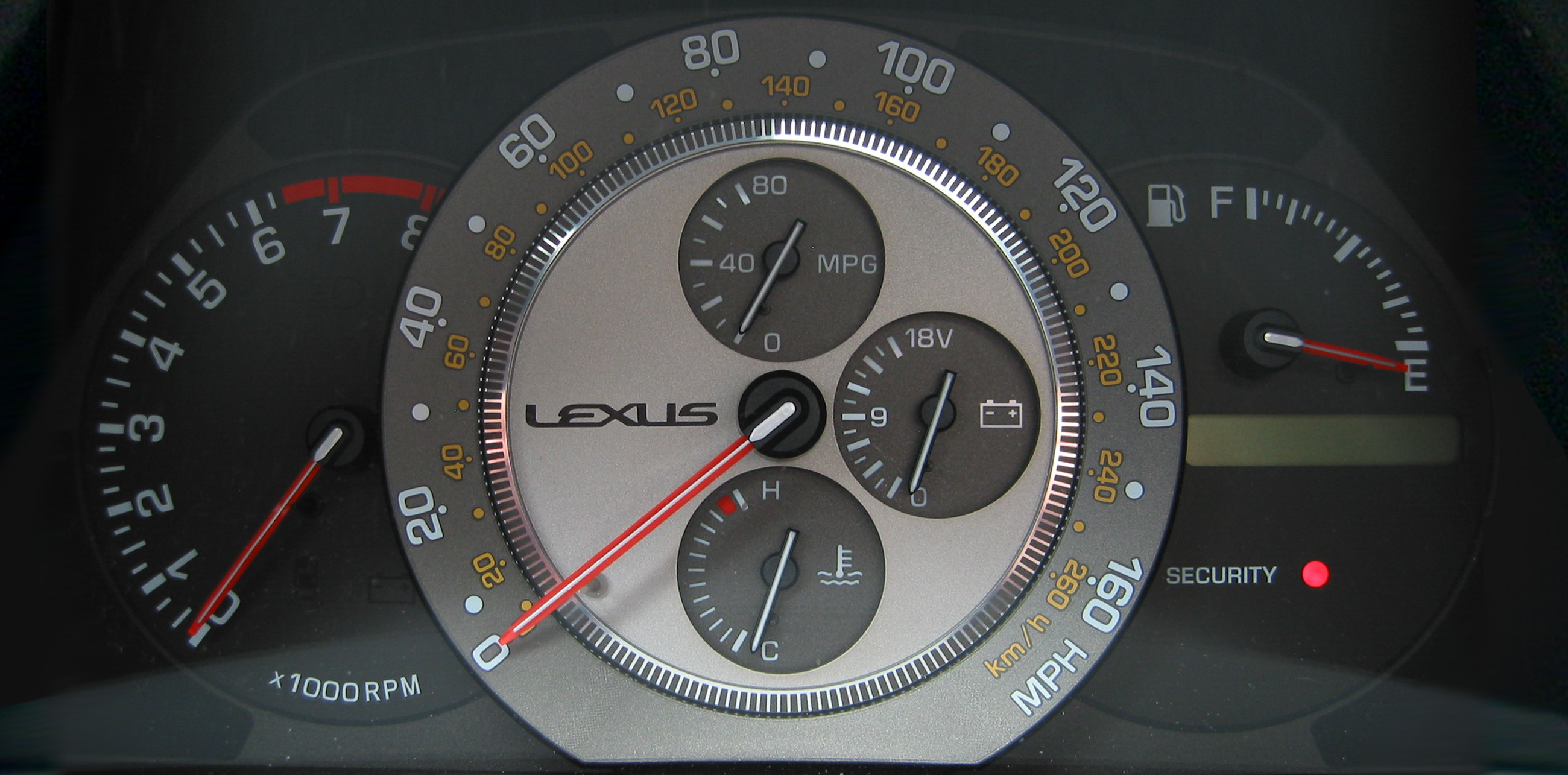
メーターパネル

## 2代目 GSE2#型（2005年 - 2013年）

### 概要
2005年8月、日本でもレクサスブランドが展開。「GS（3代目）」、「SC」と同時発表されるが、両車より1か月遅れの同年9月より販売開始。目標月間販売台数は1,800台と発表された。
当初は4ドアセダンのみとなり、日本では実質的な先代モデルとなる「トヨタ・アルテッツァ」よりも価格帯は大幅に上昇しターゲット客層も変わる。初代モデルに存在したハッチバック（IS SportsCross／アルテッツァジータ）はラインアップから外れたほか、ハイブリッドモデルは日本国内外向けともにラインアップされない。
デザインはレクサス共通のデザインテーマである「L-finess」に基づき、そこに「流鏑馬」のイメージを取り入れて“走り”のイメージを強調した。より大柄なボディを持つ「GS」やトヨタ「クラウン（12代目S180系・13代目S200系）」などとプラットフォームを共有しており、ISではホイールベースの短縮（GS比-120mm）に伴って一部のサスペンションパーツをIS専用に設計している。
日本国内においては、排気量3.5Lの「IS350」と同2.5Lの「IS250」の2グレードが設定され、それぞれにベーシックグレードとなる標準仕様車、スポーティな走りの「version S」、最上級仕様の「version L」の3仕様を設定。好みや使用目的に応じて選択可能で、IS250のみAWDモデルも選択できる（AWD仕様には「version S」は設定されない）。
「version S」は、専用チューンドサスペンションと18インチアルミホイール+前後異サイズタイヤやアルミフットペダルを装着して走りに重きをおいたモデルである。最上級仕様の「version L」でも「version S」に標準装備されている専用チューンドサスペンションと18インチアルミホイール+前後異サイズタイヤをメーカーオプションで装着することが可能となっているが、アルミフットペダルは「version S」専用品のため装着されない。
IS350に搭載される排気量3,456ccの（2GR-FSE）は318psを発生。これは同型のエンジンが搭載されている「GS350」やトヨタ「クラウンアスリート」の315psよりわずかに大きい数値となっており、これは排気系統の違い（車体全長やホイールベースがそれらより短いためにマフラーの全長が短くなっている）や、エンジンにIS専用のチューニングが施されたためである（後に登場するトヨタ「マークX（2代目 GRX130系）」ではパワー&トルクのスペックがIS350と同等となった）。
その後、2007年にはレクサスのプレミアムスポーツブランド“F”（富士スピードウェイに由来）を冠した、専用開発のV型8気筒5Lエンジン搭載の「IS F」のほか、2008年にはシリーズ初の2ドアコンバーチブル・クーペである「IS C」という、先代にはラインアップされなかった個性的な派生モデルがISのファミリーに加わった。
年次改良（2006年）
2006年11月、イヤーモデル制度を敷くレクサスブランドの方針に従い年次改良を実施し、2007年モデルへ移行。主なところでは「version S」のサスペンション設定値の変更（乗り心地が硬すぎるという指摘があった）、トランク・フェールリッドオープナースイッチ形状の変更が行われた。また、新たに「version I」が追加設定され、計4仕様での展開となった。
年次改良（2007年）
2007年9月、2度目の年次改良が行われ2008年モデルへ移行。標準装着アルミホイールの色変更（シルバー→クロームシルバー）、運転席コインホルダーの新規設置、運転席・助手席シートバックの形状変更・薄型化（後席足下容量の増大目的）など。
12月には、初の特別仕様車「Elegant white Interior」を発表。700台限定で、日本のみで販売された。これは「version L」をベースとし、内装色とシート表革にメローホワイト＋ライトグレーのセミアニリン本革を使用し、木目パネルにボルドー色のバーズアイメイプル本木目を採用したモデルである。同時に、「version I」のパネルに標準設定されるバーズアイメイプル本木目に、「version L」および“Elegant white Interior”の本木目色と同一であるボルドー色が追加選択（オプション）可能となった。
年次改良（2008年）
2008年9月、3度目の年次改良が行われ2009年モデルへ移行。登場から3年を経過したことから、さらなる商品性向上のため、マイナーチェンジに相当する比較的大掛かりな商品改良が行われた。
主な追加・変更箇所は、IS250にも総合車両姿勢安定制御システム（VDIM）が標準装備されたことに加え、外装はフロントグリル・バンパー、テールランプおよび標準装着アルミホイールの意匠変更、LEDウインカー内蔵ドアミラーの採用、カラーラインナップの差替え・変更など外観にも大きく手が加えられた。また、内装は室内中央のエアコン吹出口やナビゲーションモニター周囲のセンタークラスターも意匠変更され、より上質で立体的なデザインへと進化。さらに日本語表記のみだったスイッチのレタリングは、外国人ユーザーの使用も考慮し英語表記も選べるようになった。また、サスペンションのセッティング変更（よりしなやかなセッティングへ変更）やタイヤ銘柄の変更、さらにIS350についてはラジエーターなどの補機類に改良が施され、エンジンの冷却性能を向上させている。同時に「version I」が廃止され、再び「version S」「version L」および標準仕様の3仕様構成に変更された。
年次改良（2009年）
2009年7月、4度目の年次改良が行われ、2010年モデルへ移行。日本市場専用グレードとして「version F」が新たに加わり、再び4モデル構成となった。「version F」は「version S」をベースに、IS Fの意匠を取り入れたスポーティ仕様である。外観はIS Fと共通イメージのメッシュグリルとリアスポイラーが採用されたほか、内装もIS F用のステアリング（下部に“F”のエンブレムが入る同一形状のもの）やシフトノブ、サーキット走行にも適したサイドサポートの大きいIS F用のスポーツシート（version Fではブラック本革のほか、IS Fには設定のないヌバック調ファブリックも設定）やブラックルーフヘッドライニング、スカッフプレートが移植され、スポーティなムードを演出する。エンジンやサスペンションチューニング、アルミホイールのデザインやタイヤサイズはベースとなった「version S」に準ずるが、ボディカラーにIS Fのイメージカラーであるエクシードブルーメタリックが唯一設定されるなどその違いは多岐にわたる。
エントリーモデルとなるIS250の標準仕様車は装備が見直され価格も若干引き下げられた。また標準装着タイヤ・アルミホイールが16インチへ変更となっている。またボディカラーの新色追加・差し替えが行なわれ、IS250Cのみに設定されていたカトレアマイカメタリックが追加された。さらに、同年発売されたIS250Cの開発の際に導入されたボディ各部の補強技術（Aピラー部の補強部材追加、ステアリング系統の支持剛性向上、サスペンションパーツの取り付け部の剛性向上など）が転用されてボディ剛性が向上し、走行性能のさらなるレベルアップを図った。
同年12月、特別仕様車の“X-Edition”を発表。IS250の標準仕様車をベースとしてさらに装備を厳選するも、専用ブラックファブリックシートやセンターコンソールリッド、ドアトリムと本革ステアリングのステッチをオレンジに変更してアクセントのある内装に仕立てている。価格も標準仕様車より20万円以上廉価とした。
マイナーチェンジ（2010年）
2010年8月25日にマイナーチェンジし、2011年モデルへ移行。フロント周り、リアコンビネーションランプ、アルミホイールのデザインが変更され、洗練されたイメージを強調。ヘッドライトはレクサスの新たなデザインアイコンの一つである、“L”の文字をあしらったシャープなデザインのLEDポジショニングライトとなった。また、専用サスペンション、電動パワーステアリング、専用18インチアルミホイールを装備した「F SPORT」を新設し、代わりに「version F」を廃止。また、IS250の2WD車はエンジン・トランスミッション・オルタネーターの制御などを改良したことで燃費を向上し、「平成22年度燃費基準+15%」を達成。環境対応車普及促進税制に適合した。
同時にレクサスの日本開業5周年を記念し、「IS250」をベースに内装にブルーを大胆にレイアウトし、コンソールアッパーパネルにホワイト塗装を施し、さわやかな室内空間を演出した特別仕様車“Art Works”を発売。

### グレード詳細（日本国外販売分も含む）
| グレード | エンジン  | 排気量  | エンジン形式                         | 備考                                                                                                   |
| -------- | --------- | ------- | ------------------------------------ | --- |
| IS250    | V型6気筒  | 2,499cc | 4GR-FSE                              | AWDモデルもラインナップ。欧米向けには6速MTの設定もある。また2009年モデルより「VDIM」が標準装備された。 |
| IS300    | V型6気筒  | 2,994cc | 3GR-FE                               | 中国・ブルネイ・中東諸国での販売。                                                                     |
| IS350    | V型6気筒  | 3,456cc | トヨタ・GRエンジン#2GR-FSE - 2GR-FSE | VDIMを標準装備。                                                                                       |
| IS220d   | 直列4気筒 | 2,200cc | 2AD-FHV                              | ヨーロッパのみでの販売で、トランスミッションも6速MTのみ設定。レクサス唯一のディーゼルエンジン搭載車。  |

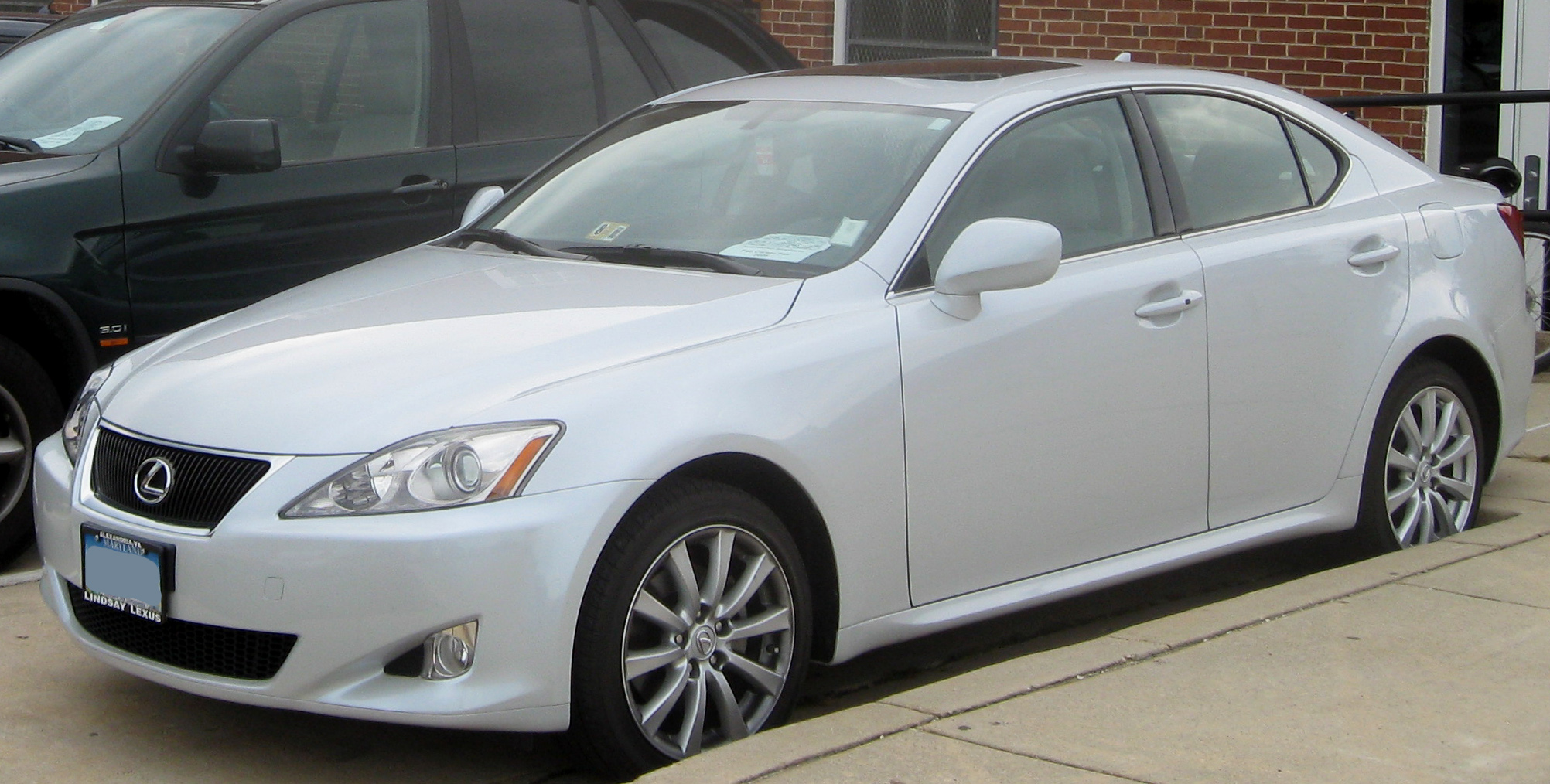
中期型フロント（北米仕様）
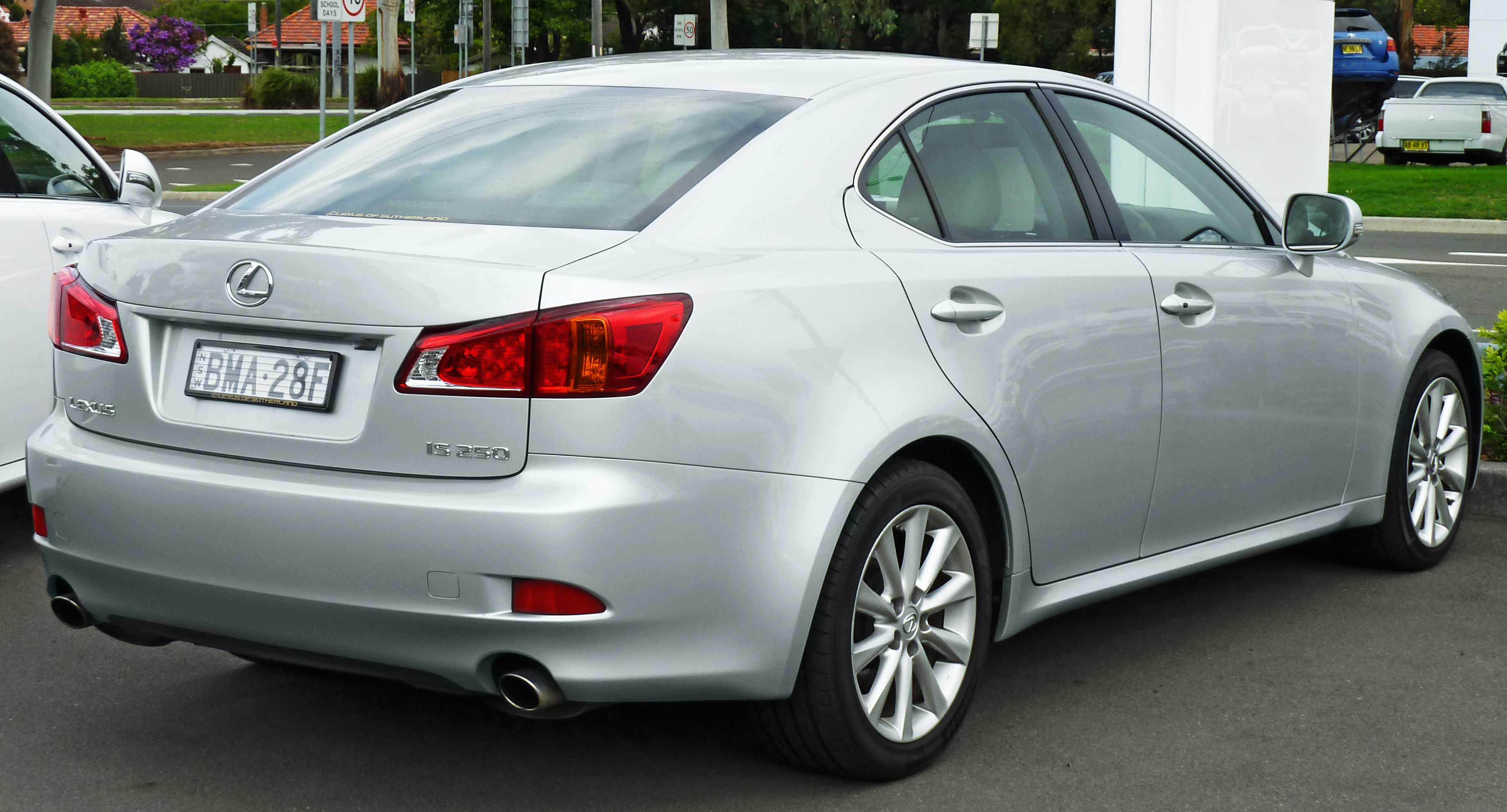
中期型リア（欧州仕様）
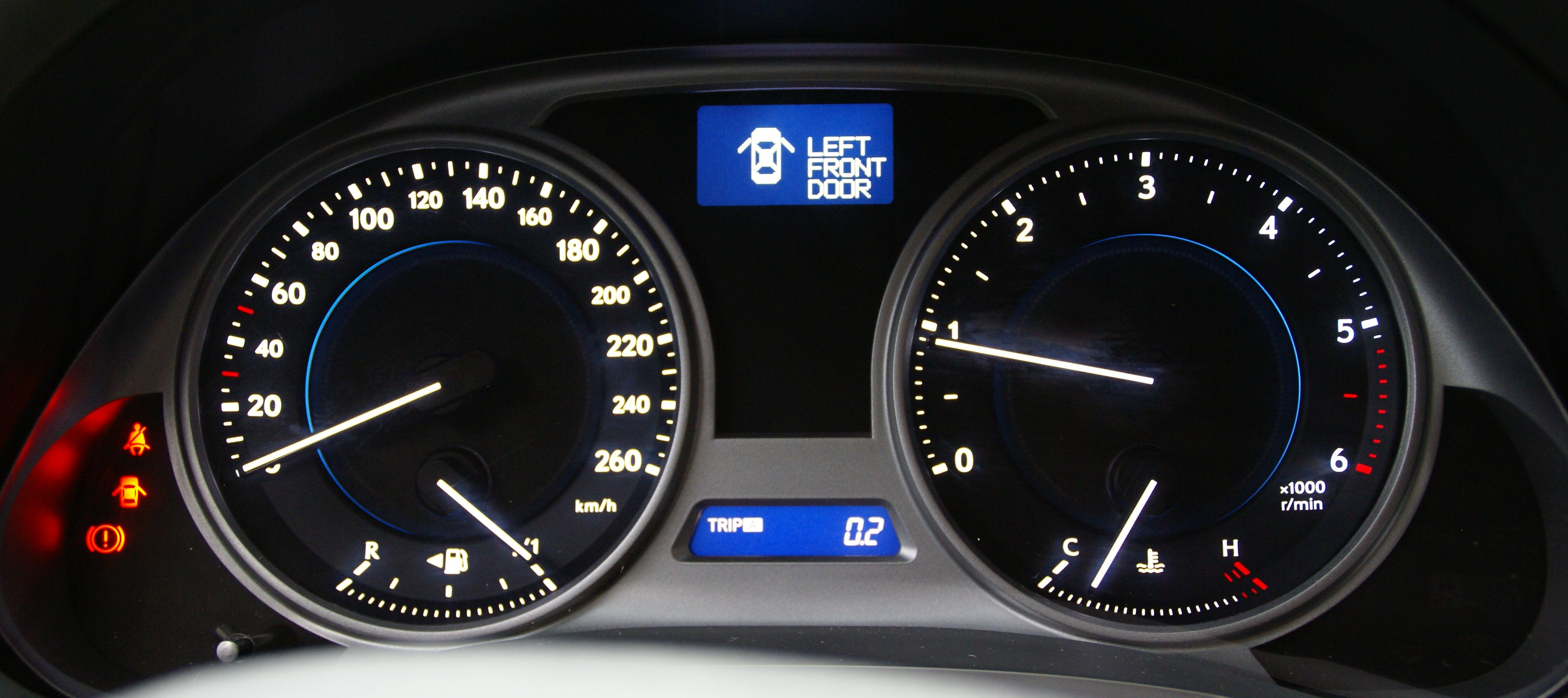
メーターパネル（欧州仕様 IS220d）

### レクサス IS C（2009年-2014年）
2008年に発表され、翌2009年から発売されたコンバーチブル2ドアクーペモデルである。レクサスとしては、「SC」に次ぐコンバーチブル2ドアクーペとなる。
電動開閉式のメタルトップは軽量なアルミニウム合金製であり、屋根の自動開閉は20秒の短時間で行われ、かつ静かな開閉が実現された。エクステリアカラーとインテリアカラーを豊富に用意され、セダンとの差別化が図られている。また、フロントバンパーのデザインもよりシャープなものに変更され（フォグランプが「IS F」風の丸型になっている）、ISシリーズとしては初めてフロントウインドウの上部にダークブルーのトップシェードが入れられているほか、リアコンビランプにはセダンとは異型のものが採用されている。
なお、セダンには設定されているスポーツサスペンションを搭載する「version S」は設定されていない。ただし、専用18インチアルミホイール（標準装着の17インチもIS C専用デザインとなる）、タイヤ、アルミ製フットペダルのオプション設定はある。

#### 年表
- 2008年10月

パリ国際モーターショーにて「IS250C」が初公開された。日本・欧州・北米市場ともに2009年の販売予定と発表。
- 2009年5月

発売開始。日本国内では当初、2,500ccの「IS250C」のみが販売された。
- 2010年8月

日本国外では既に販売されていた3,500cc・2GR-FSE型エンジンを搭載する「IS350C」を追加。同時に「IS250C」も一部改良を受け、ボディカラーには「ラピスラズリマイカ」を、内装色には「ブラック&レッド」、「ライトグレー」、「サドルタン」をそれぞれ追加。また、全ての窓を一括開閉できるスイッチが設けられた。
- 2012年8月

一部改良。18インチアルミホイールのデザインを変更し、ボディカラーに「プラチナムシルバーメタリック」を追加。さらに、LEXUSスポーツの称号である"F"のコンセプトを継承したスポーティーバージョンの「F SPORT」を新設。専用スポーツサスペンション&チューニングを行い、スポーティーな乗り味を付与。フロントデザインを専用仕様とするとともに、ボディカラーには本グレード専用色として「ホワイトノーヴァガラスフレーク」を設定した。
- 2013年8月

一部改良。ナビゲーションと連動して高速道路上などに設置されたITSスポットと双方向通信を行うITSスポット対応DSRCユニットを全車に標準装備。さらに、「F SPORT」は専用インテリアカラーの「ダークローズ」が新たに設定されて2色展開となり、オーナメントパネル色にミディアムシルバーを採用した。
- 2014年5月29日

同日付にて日本国内での販売が終了したことが、レクサス公式サイト上で発表された。

### IS F（2007年-2014年）
2007年、V型8気筒エンジンを搭載する高性能モデル「IS F」が発表・発売された。

## 3代目 ASE30/GSE3#/AVE3#/USE30型（2013年- ）

### 概要
「New Chapter LEXUS」の集大成として「真の"走る楽しさ"の体現」を開発のキーワードとし、「気持ちよい走り」と「スポーティなデザイン」をさらに高めた「LEXUSスポーツセダン」の象徴として開発された。
従来のスポット溶接より溶接打点間ピッチを細かくすることができる新工法「レーザースクリューウェルディング」や、ボディを面で結合し、たわみを抑える「構造用接着剤」の採用、さらに高張力鋼板の採用拡大などにより、ボディ剛性の向上と軽量化を両立している。

また「F SPORT」には、電子制御で乗り心地とハンドリングを両立させる「NAVI･AI-AVS」や、専用チューニングのサスペンションを採用。また、「IS350“F SPORT”」には、四輪操舵であるLDH（レクサス・ダイナミック・ハンドリングシステム）を採用。ドライバーの操作に対し理想的な車両挙動を実現すべく、車速やステアリング操作などに基づき4輪のタイヤ切れ角を最適に制御。高速走行時の車両安定性、山岳路など中速走行時での軽快なステアリングレスポンスを実現している。

### デザイン
エクステリアは、レクサスの新デザインアイコン「スピンドルグリル」のほか、新たにヘッドランプユニットから独立させてL字型を強調したLEDクリアランスランプを採用。また、サイドビューでは、シャープなプレスラインや前輪の後方からリアエンドまで一気に跳ね上がるロッカーラインが特徴。
ボディサイズは先代モデルに対し、全長は80mm、全幅は15mm拡大され、ホイールベースは70mm延長。また、全高は2WD車は先代と変わらず、AWD車は15mm低くなっている。
インテリアでは、ホイールベース延長等やシートデザインの改良により、後席膝前空間を先代比で85㎜拡大。先代モデルに対し後席の居住性が改善されたほか、後席6:4分割可倒式シートを新採用し、実用性が向上した。
デザイン面では、水平基調のインストルメントパネルを採用することで、視界の確保や車両挙動の把握しやすさに配慮するほか、指先の上下動に合わせて感覚的にエアコン温度の設定が可能な「静電式温度調整スイッチ」をレクサスブランドで初採用。また、ナビディスプレイと連携し、ナビゲーションやオーディオなどの情報をメーター内に表示するマルチインフォメーションディスプレイや、マウス感覚で操作できるリモートタッチを採用した。
| 販売期間              | 全長 (mm) | 全幅 (mm) | 全高 (mm)     | 車両重量 (kg) |
| --------------------- | --------- | --------- | ------------- | ------------- |
| 2013年5月-2015年9月   | 4,665     | 1,810     | 1,430         | 1,580-1,700   |
| 2015年9月-2016年10月  | 4,665     | 1,810     | 1,430         | 1,620-1,790   |
| 2016年10月-2020年11月 | 4,680     | 1,810     | 1,430         | 1,630-1,800   |
| 2020年11月-           | 4,710     | 1,840     | 1,435 - 1,440 | 1,640-1,790   |

### 安全装備
安全装備では、車線の逸脱を検知してブザーとディスプレイ表示でドライバーに警告する「レーンディパーチャーアラート」をレクサスでは初採用（「F SPORT」・「version L」にメーカーオプション）。また、走行中、ドアミラーで確認しにくい後側方を走行する車両を準ミリ波レーダーで検知し、ドライバーに注意喚起することで、車線変更時の安全運転を支援する「ブラインドスポットモニター」も新設定（「F SPORT」・「version L」にメーカーオプション）。また、万一の事故の際、フード後方を瞬時に持ち上げ、歩行者頭部への衝撃を緩和する「ポップアップフード」（本装備もレクサス初設定）を全車標準装備としたほか、減速性能を向上させた｢プリクラッシュセーフティシステム」 (ミリ波レーダー方式)も、先代に引き続き全車にメーカーオプションとしている。
また、2016年10月のマイナーチェンジでは、予防安全パッケージ「Lexus Safety System +」を全車に標準装備とし、安全装備の強化を図っている。

### ラインアップとパワートレイン
ラインアップでは、「IS」初のハイブリッドモデル「IS300h」を新設定。新世代直噴技術「D-4S」を採用し、最大熱効率38.5%を実現した直列4気筒2.5Lエンジン「2AR-FSE」型に、「1KM」型モーターを組み合わせ、システム最高出力は162kW（220PS）を発生する。トランスミッションは、電気式無段変速機を採用。6速シーケンシャルシフトとパドルシフトも採用している。また、ハイブリッドバッテリーの配置を最適化し、従来は困難だった後席への6:4分割可倒式シートの採用を可能にしている。
その他のエンジンは先代からキャリーオーバーとした。「IS250」にはV型6気筒2.5Lの「4GR-FSE」型、「IS350」はV型6気筒3.5Lの「2GR-FSE」型を搭載。両エンジンともに、最高出力と最大トルクの数値は先代モデルに対して変化はない。トランスミッションでは、「IS250」には先代から引き続き6 Super ECT（スーパーインテリジェント6速オートマチック）を採用。また、「IS350」には電制御8速オートマチック「8-Speed SPDS」を新搭載。最短0.2秒で変速するMポジションでのダイレクトな操作感を特徴としている。
また、「IS250」のみ電子制御AWDが設定されている。
なお、2015年7月の一部改良時に、直列4気筒2.0Lターボエンジン「8AR-FTS」型を搭載する「IS200t」（2017年10月より「IS300」に改称）を追加設定。「IS250」に搭載されるV型6気筒2.5L「4GR-FSE」型に対し、22kw（30PS）/ 90N･m（9.2kgf･m）それぞれ向上したほか、JC08モード走行燃料消費率も1.6km/l向上し、13.2km/lとなった。トランスミッションは電子制御8速オートマチック「8-Speed SPDS」を採用。また、「IS300h」にはAWDが設定されるが、「IS250」は2WDが廃止され、AWDのみの設定となった。
| モデル                 | 販売期間             | エンジン・ 電気モーター | 排気量 (cc)      | タイプ                   | トランスミッション    | 最高出力 (kW (PS)/rpm) | 最大トルク (Nm (kgm)/rpm) |
| ガソリンエンジン       | ガソリンエンジン     | ガソリンエンジン        | ガソリンエンジン | ガソリンエンジン         | ガソリンエンジン      | ガソリンエンジン       | ガソリンエンジン          |
| ---------------------- | -------------------- | ----------------------- | ---------------- | ------------------------ | --------------------- | ---------------------- | ------------------------- |
| IS300 （旧称：IS200t） | 2015年7月-           | 8AR-FTS型               | 1,998            | 直列4気筒 直噴DOHCターボ | 8速AT（8-Speed SPDS） | 180 (245) / 5,800      | 350 (35.7) / 1,650-4,400  |
| IS250                  | 2013年5月-2016年10月 | 4GR-FSE型               | 2,499            | V型6気筒 直噴DOHC        | 6速AT（6-Super ECT）  | 158 (215) / 6,400      | 260 (26.5) / 3,800        |
| IS350                  | 2013年5月-2017年10月 | 2GR-FSE型               | 3,456            | V型6気筒 直噴DOHC        | 8速AT（8-Speed SPDS） | 234 (318) / 6,400      | 380 (38.7) / 4,800        |
| IS350                  | 2017年10月-          | 2GR-FKS型               | 3,456            | V型6気筒 直噴DOHC        | 8速AT（8-Speed SPDS） | 234 (318) / 6,600      | 380 (38.7) / 4,800        |
| IS500                  | 2021年9月-           | 2UR-GSE型               | 4,968            | V型8気筒 直噴DOHC        | 8速AT（8-Speed SPDS） | 352 (479) / 7,100      | 535 (54.6) / 4,800        |
| ハイブリッド           |                      |                         |                  |                          |                       |                        |                           |
| IS300h                 | 2013年5月-           | 2AR-FSE型               | 2,493            | 直列4気筒 直噴DOHC       | 電気式無段変速機      | 131 (178) / 6,000      | 221 (22.5) / 4,200-4,800  |
| IS300h                 | 2013年5月-           | 1KM型                   | -                | 交流同期電動機           | 電気式無段変速機      | 105 (143)              | 300 (30.6)                |
| IS300h                 | 2013年5月-           | システム最高出力        | -                | -                        | 電気式無段変速機      | 162 (220)              |                           |

### 年表
2013年1月15日
2013年北米国際自動車ショー （デトロイトモーターショー）で3代目となる「新型IS」を発表。合わせて、日本での発売は2013年春を予定、と発表した。
2013年5月16日
フルモデルチェンジ。
ラインアップは、V型6気筒2.5Lの「IS250」、V型6気筒3.5Lの「IS350」に加え、直列4気筒2.5Lハイブリッドシステムを搭載した「IS300h」を新設。「IS250」にはAWD仕様も選択できる。各モデル共に、「標準仕様」・「F SPORT」・「version L」の3種の仕様が用意される。
ボディカラーは全10色。全グレード共通色は、新規開発色の「ソニックチタニウム」、新設定の「プラチナムシルバーメタリック」、先代から継続設定される「マーキュリーグレーマイカ」、「ブラック」、「スターライトブラックガラスフレーク」、「レッドマイカクリスタルシャイン」の6色。「標準仕様」と「version L」には、先代から継続設定される「ラピスラズリマイカ」、新設定の「ホワイトパールクリスタルシャイン」が加わる。また、「F SPORT」には、専用色として先代から継続設定の「エクシードブルーメタリック」と、新設定の「ホワイトノーヴァガラスフレーク」が選択できる。
インテリアカラーは、「標準仕様」に「ブラック」、「ライトグレー」、「アイボリー」の3色を設定。シートマテリアルは「ファブリック/L tex」を採用。「verion L」は、前述の3色に加え、専用色となる「トパーズブラウン」を設定し4色から選択可能。なお、シートマテリアルは「セミアリニン本革」となる。また、「F SPORT」は「専用ファブリック/L texスポーツシート」を標準設定し、メーカーオプションとして専用本革シートを設定（IS250 F SPORT AWDには標準設定）。インテリアカラーは、「ブラック」、「F SPORT専用ダークローズ」に加え、専用本革シートにでは「トパーズブラウン」も選択可能としている。

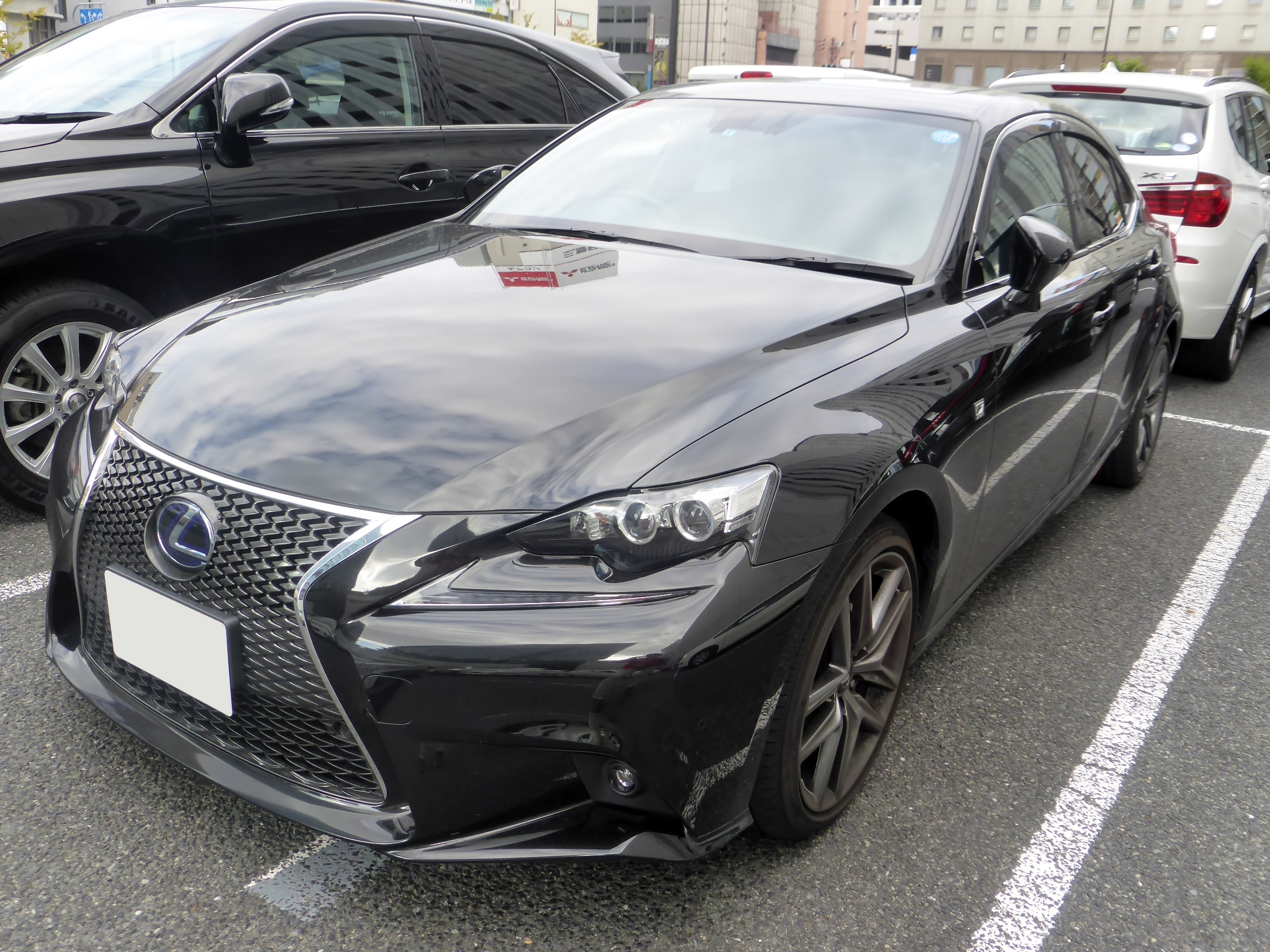
日本仕様2013年販売型 IS 300h F SPORT（フロント）
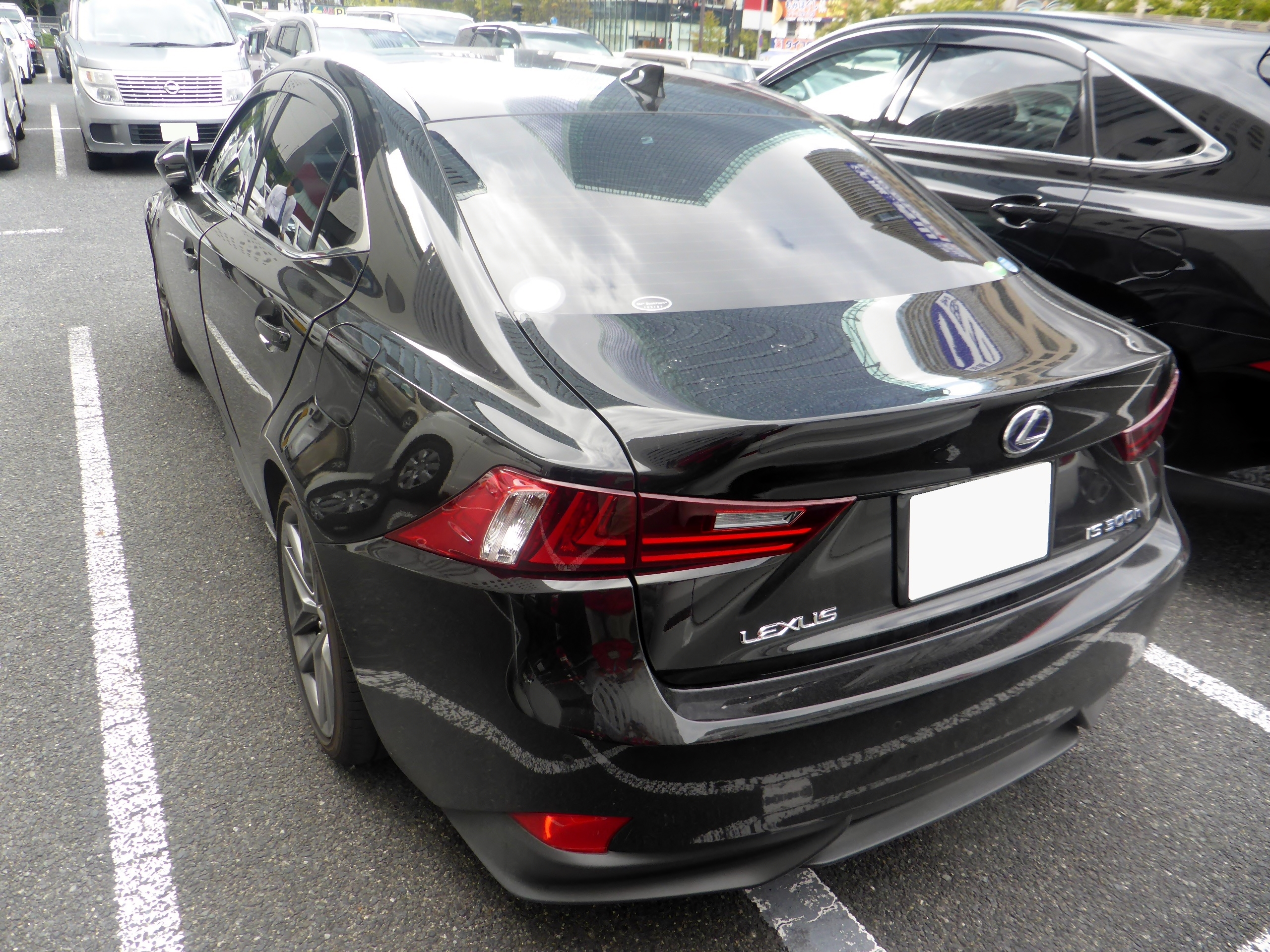
日本仕様2013年販売型 IS 300h F SPORT（リア）

2014年7月3日
一部改良。
エクステリアでは、「標準仕様」および「version L」のフロントフォグランプにLEDを採用したほか、ドアミラーはオート電動格納式となり、自動防眩、鏡面リバース連動ラストメモリー付チルトダウン機能を全車標準装備とした。
インテリアでは、フロントコンソールサイドのニーパッドを「標準仕様」に拡大採用することで全車標準装備とし、タイヤ空気圧の警告表示をマルチインフォメーションディスプレイで確認可能とした。さらに、センターコンソールとセンタークラスターをダークグレーメタリック塗装に、また、シルバーオーナメントをより高輝度な塗装に変更してプレミアム感を強調した。
インテリアカラーでは、「標準仕様」および「version L」に設定の「ライトグレー」に替わり、「ムーンストーン」を新設定。また、G-Linkの新機能として音声対話サービス・先読み情報案内サービス「エージェント」とアプリケーションソフトを追加できる「LEXUS Apps」が搭載された。
2015年1月8日
特別仕様車「F SPORT X Line」を発売。
レクサスの日本開業10周年を記念して設定されたもので、ベースグレードは「F SPORT」となる。
エクステリアでは、「F SPORT」専用スピンドルグリルにブラック塗装を施すほか、メーカーオプションとして専用ブラック塗装のアルミホイールを特別装備。ボディカラーは「ホワイトノーヴァガラスフレーク」と「ブラック」の2色が設定される。
インテリアでは、専用L texスポーツシートを採用。また、インテリアカラーは専用色「ブラック＆スカーレット」をベースに、トリム部にはレッド、シート部にはブラックのステッチカラーを採用した。また、専用ディンプル本革ステアリングにもレッドステッチを施した。
安全装備では、プリクラッシュセーフティシステム（ミリ波レーダー方式）とレーダークルーズコントロール（ブレーキ制御付）を特別装備とした。
2015年7月23日
一部改良、同時に直列4気筒2.0Lターボの「IS200t」を追加。（8月3日発売）
既存モデルである「IS350」とともに、フロントには新たにパフォーマンスダンパーを標準装備とした。
ボディカラーは、「F SPORT」専用色の「エクシードブルーメタリック」に替わり、「ヒートブルーコントラストレイヤリング」（メーカーオプション）を新設定。また、「標準仕様」と「version L」に設定される「ホワイトパールクリスタルシャイン」に替わり、「ソニッククォーツ」を新設定したほか、「ラピスラズリマイカ」は廃止。また、新たに全グレード共通で設定される「マダーレッド」を加え、引き続き全10色を設定する。
2016年1月21日
特別仕様車「F SPORT Mode Plus」を設定。（3月1日発売）
「IS300h」と「IS200t」の「F SPORT」をベースに、専用オート電動格納式ドアミラー（メタル調）やグレーをアクセントとして効かせた専用インテリアカラー「ブラック＆ホワイト」を採用。「F SPORT」専用L texスポーツシートに加え、ベース車両ではメーカーオプション設定となる、電動チルト＆テレスコピック（オートアウェイ＆オートリターン＆メモリー機構付）ステアリングコラム、パワーイージーアクセスシステム（運転席オートスライドアウェイ＆リターンメモリー機能）を特別装備とした。
安全装備では、プリクラッシュセーフティシステム（ミリ波レーダー方式）、レーンディパーチャーアラート、オートマチックハイビーム、レーダークルーズコントロール（ブレーキ制御付）、後席SRSサイドエアバッグを特別装備とした。
2016年4月25日
北京モーターショーでマイナーチェンジを実施した新型「IS」を発表。合わせて、日本での発売は2016年秋頃を予定、と発表した。
2016年10月20日
マイナーチェンジ。
走行性能では、サスペンションのストローク速度が極めて低い状態から十分な減衰力を発揮する改良型ショックアブソーバーを採用したほか、軽量化と剛性アップを両立するため、フロントサスペンションロアアームをアルミ製に変更。スプリング・ブッシュの特性やAVS・EPSの制御などにチューニングを施した。併せて、ドライブモードセレクトには、パワートレーン、シャシー、空調の各制御の組み合わせを自由に選択できる「CUSTOMIZEモード」を搭載した（「F SPORT」に標準、「version L」にメーカーオプション）。
エクステリアでは、ヘッドランプ、フロントグリル、フロントバンパー、リアコンビネーションランプのデザインを一新。ヘッドランプを内側に延長して特徴的な形状となり、スピンドルグリルはグリル下部をより大きく広げた。「F SPORT」はスピンドルグリルに漆黒メッキのモールを採用し、グリル両端のブレーキダクト開口部と関連を持たせたバンパーサイドガーニッシュを採用。LEDヘッドランプ（ロー・ハイビーム）は全グレードに標準装備となり、新たにフルLEDヘッドランプ（ハイビーム・三眼ロービーム）＆LEDフロントターンシグナルランプを設定（vesion Lに標準、他仕様はメーカーオプション設定）。LEDリアコンビネーションランプは多灯LEDに変更すると共に内部に大胆な造形のL字を層状に重ねたデザインに変更している。また、17インチおよび18インチのアルミホイールには切削高輝処理を施した新意匠となった。なお、フロントバンパーのデザイン変更により、全長は15mm延長され、4,680mmとなった。
ボディカラーは、「スターライトブラックガラスフレーク」に替わり「グラファイトブラックガラスフレーク」を新設定。また、「標準仕様」と「version L」には「ディープブルーマイカ」を追加し、全11色展開となった。
インテリアでは、ナビディスプレイを10.3インチに拡大。リモートタッチ側面にENTERボタンを設置し利便性と操作性が向上。また、ヒーターコントロールパネルとオーディオパネルをヘアライン調に変更し、大型化したニーパッドで両端から挟み込む構成としたほか、パームレストの革巻き部を拡大してステッチを追加した。オーナメントパネルにはレーザーカット本杢（サペリ/ブラック、「version L」に標準設定・「F SPORT」にオプション設定）、ウォームメタル（シルバー、「標準仕様」に標準設定）、本アルミ（名栗調仕上げ/シルバー、「F SPORT」にメーカーオプション設定）を新採用し全5種類を設定。インテリアカラーは、「標準仕様」および「version L」に設定の「アイボリー」、「ムーンストーン」に替わり、「シャトー」、「ニュアンスブラック」を新設定。また、「version L」は、「トパーズブラウン」に替わり、専用色「ノーブルブラウン」を新採用。「F SPORT」は「トパーズブラウン」に替わって「ニュアンスブラック」を設定した。
標準設定の「レクサスISプレミアムサウンドシステム」は、スピーカーを従来の8個から「10個」に増設。また、オプションの「“マークレビンソン”プレミアムサラウンドサウンドシステム」もチューニングを施している。
安全装備では、予防安全パッケージ「Lexus Safety System +」を全車に標準設定。プリクラッシュセーフティシステム（歩行者検知機能付衝突回避支援タイプ）、レーンディパーチャーアラート（ステアリング制御機能付）、オートマチックハイビーム、レーダークルーズコントロールをパッケージ化し、安全運転支援の強化を図った。
今回のマイナーチェンジ実施に伴い、AWD車のみの設定となっていた「IS250」が廃止となり、「IS200t」・「IS300h」・「IS350」の3グレード構成となった。

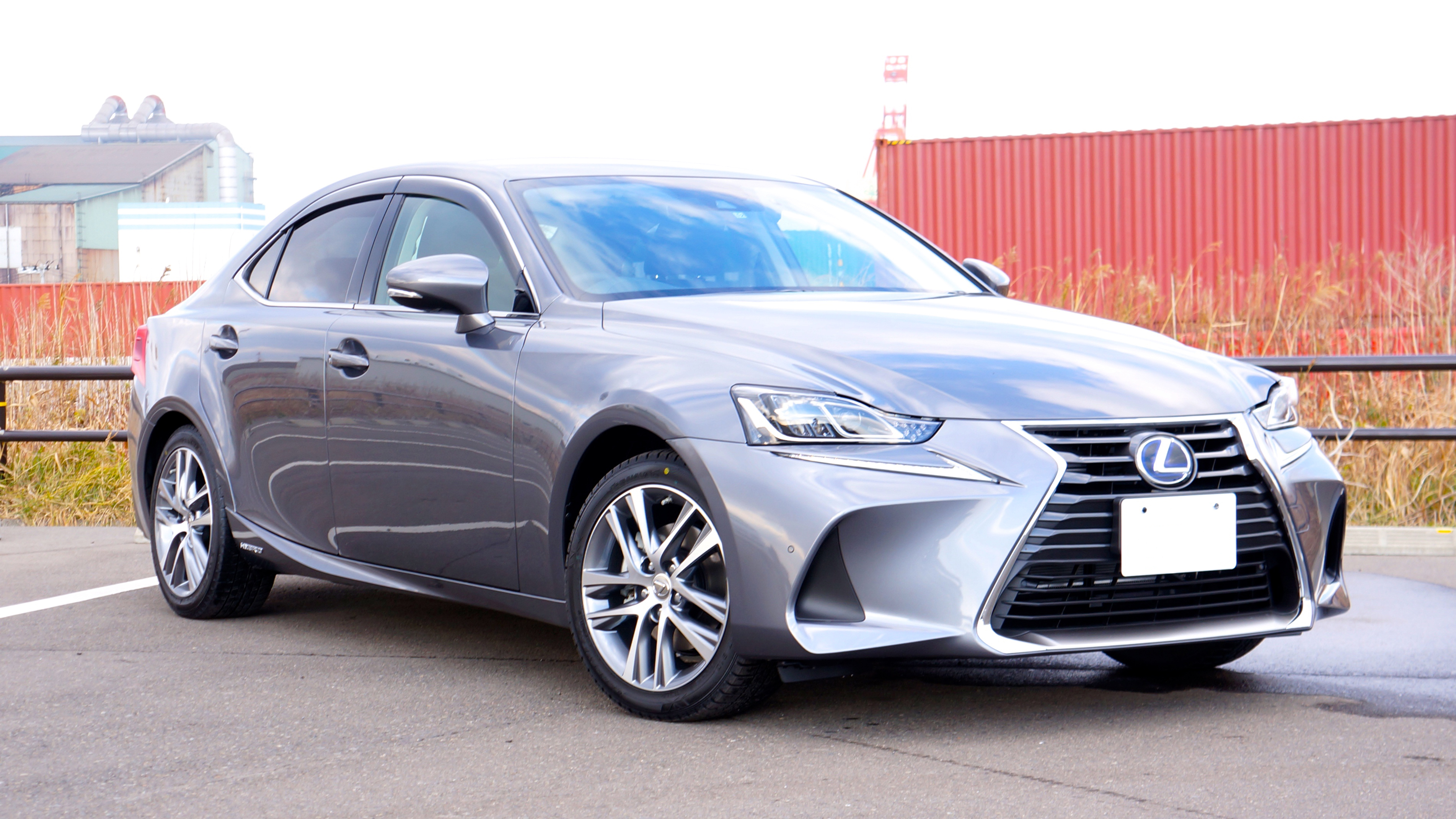
日本仕様2016年改良型 IS 300h（フロント）
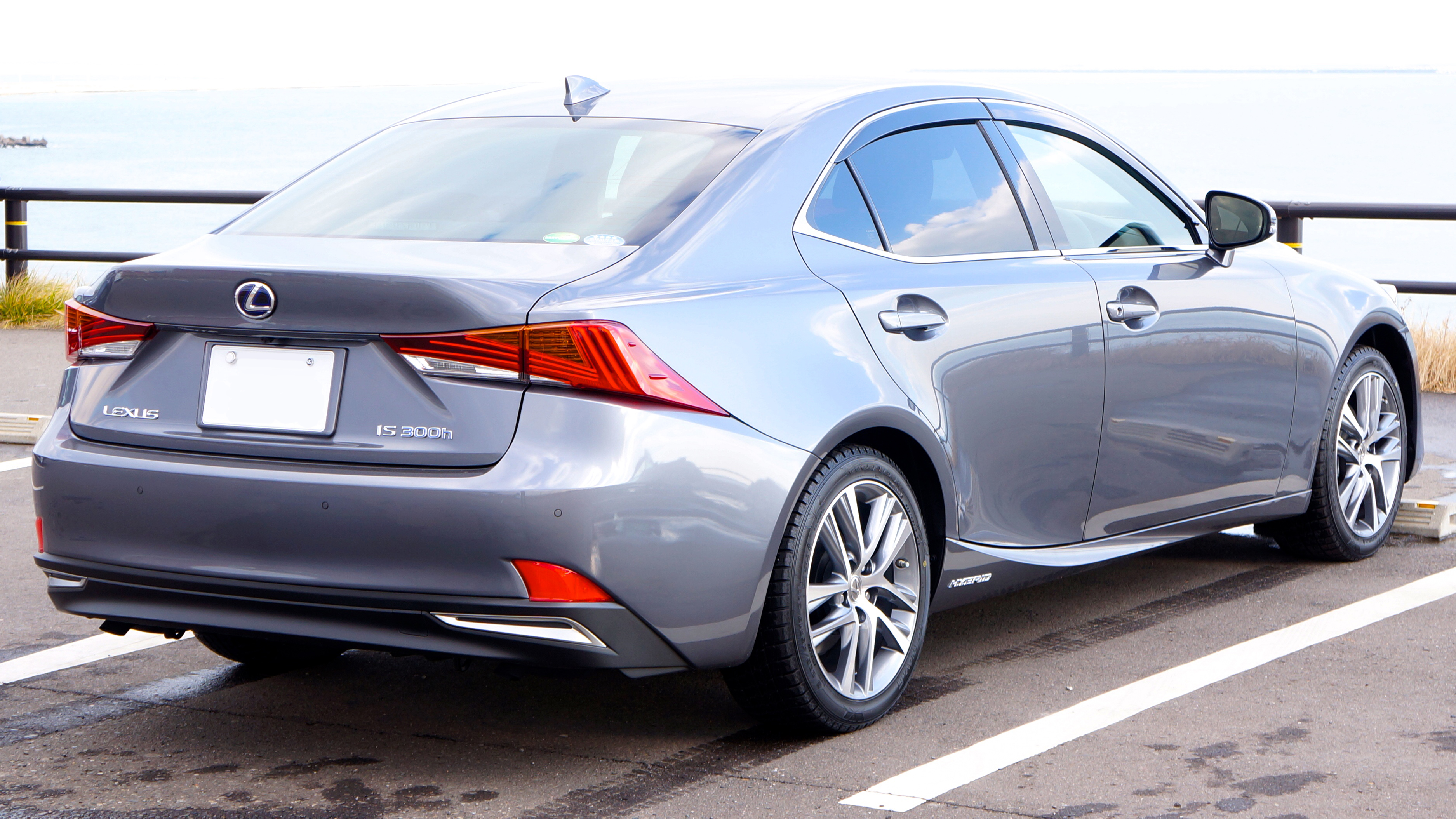
日本仕様2016年改良型 IS 300h（リア）

2017年10月
仕様変更。
2.0Lターボエンジン搭載車の名称を「IS200t」から「IS300」に変更した。
「IS350」は、V型6気筒3.5Lエンジンを「2GR-FSE」型から、アトキンソンサイクルを採用した「2GR-FKS」型に換装。JC08モード走行燃料消費率が「0.4km/l」向上し「10.4km/lに改善された。なお、最高出力/最大トルクの数値に変化はなく、234kW（318PS）/ 380N･m（38.7kgf･m）を発生する。但し、最高出力の発生回転数は6,400rpmから6,600rpmと高くなった。
装備面では、トルセンLSD（リア）を「IS350」 の「F SPORT」にメーカーオプション設定とした。
2018年8月23日
一部改良、および特別仕様車「Black Sequence」を設定。
「Black Sequence」は、2018年3月末時点においてレクサスブランドの日本国内累計販売台数が50万台を達成したことを記念した特別仕様車で、全グレードの「F SPORT」をベースとしている。
エクステリアでは、アルミホイールを専用ブラックスパッタリング塗装に、また、オート電動格納式ドアミラーを専用ブラック塗装に変更。
ボディカラーは、「ホワイトノーヴァガラスフレーク」、「ソニックチタニウム」、「グラファイトブラックガラスフレーク」に加え、専用色「ラディアントレッドコントラストレイヤリング」（メーカーオプション）を設定し、全4色から選択できる。
インテリアでは、専用インテリアカラーとして「ブラック/フレアレッド･フレアレッドステッチ」を採用。また、ディンプル本革ステアリングには、専用墨本杢を採用。熟練職人が操作性やフィット感を重視した形状を追求し、墨の名産地･奈良で創られた墨色で仕上げた本杢を使用した。なお、オーナメントパネルも専用墨本杢調に変更している。
同時に、既存モデルに対し一部改良を実施。ボディカラーには「プラチナムシルバーメタリック」に替わって「ソニックシルバー」を新設定。また、インテリアでは、「F SPORT」専用オーナメントパネルの設定を変更。「ウェッジメタル」に替わって「ダークグレーヘアライン」が新設定となった。さらに、アナログクロックにGPS時刻補正機能を追加し利便性を高めたほか、セキュリティ機能を強化した。メカニズム面では、2.0Lターボエンジンを搭載する「IS300」は、アクセル操作に対する応答性を高める改良を実施。G-Linkの機能のひとつとなる「ヘルプネット」は、新たに「D-Call Net」に対応。事故や急病時に、車両データをもとに重症度を指定してドクターヘリなどの早期出動判断を行う機能で、緊急時の対応力を高めている。
2019年9月26日
特別仕様車「I Blue」が発表された（10月1日発売）。
IS300/IS300h/IS350の「F SPORT」をベースに、ステアリングホイールに藍本杢+ディンプル本革、内装色やL texスポーツシートにブラック&アクセントグレーを採用し、内装の随所にブルーグレーステッチが、オーナメントパネル（インストルメントパネル・ドアトリム）に専用藍色フィルムがそれぞれ施された。外観は漆黒メッキ仕様のスピンドルグリルとサイドガーニッシュに専用黒光輝塗装、オート電動格納式にグレードアップされたドアミラーに専用ブラック塗装、アルミホイール（フロント225/40R18+リア255/35R18）に専用ブラックスパッタリング塗装がそれぞれ施された。装備面では、後席SRSサイドエアバッグやパワーイージーアクセスシステム（運転席オートスライドアウェイ&リターンメモリー機能）などが特別装備された。
2020年11月5日
2度目のマイナーチェンジを行うとともに、特別仕様車「F SPORT Mode Black」が発売された。
2.5Lハイブリッドモデルの「IS300h」はアクセル開度に対するエンジンとモーターの駆動力制御を変更、2.0Lターボモデルの「IS300」はドライバーのアクセル開度などから走行環境を判定し、シーンに応じた適切なギア段を設定するアダプティブ制御を採用。また、サイドラジエーターサポートの補強、フロントサイドメンバーのスポット打点の追加、Cピラーからルーフサイドにかけての構造最適化によってボディ剛性が向上され、ホイールの締結には締結の強化と質量の軽減を図るためハブボルトが採用され、タイヤに19インチタイヤを採用。「IS300」と「IS300h」の一部（標準仕様とNAVI・AI-AVS非装着の"version L"のみ）にはショックアブソーバーのオイル流路に非着座式のバルブを設けて微小な動きに対しても流路抵抗による減衰力を発生させる「スウィングバルブショックアブソーバー」が採用された。
ヘッドランプはランプユニットの小型軽量化に伴って薄型化され、スピンドルグリルはグリルの先端を起点に立体的な多面体構造とし、スピンドルをモチーフとしたブロック形状とメッシュパターンを組み合わせた新意匠に変更。前後のフェンダーを張り出し、Lシェイプ一文字シグネチャーランプを採用。トレッドがワイド化された。なお、ボディサイズが変更となり、全長と全幅で各30mmずつ、全高で5mmそれぞれ拡大された。
内装はマルチメディアシステムにタッチパネルが搭載され、SmartDeviceLink・Apple CarPlay・Android Autoに対応。インストルメントパネル上部やドアトリムに有彩色を採用してツートーン配色となり、ドアトリムの一部に新たな加飾表現として複数のエンボスラインを交差させたグラフィックパターンが採用され、オーナメントパネルにアッシュ（オープンフィニッシュ/墨ブラック）、ブラックジオメトリーフィルム、F SPORT専用サテンクロムが設定された。
「F SPORT」では、前後異サイズ19インチアルミホイールが専用設定され、スタビライザーやEPSなどに専用チューニングを施し、グリルロア部のエアインテーク、サイドにロッカーモールフィン、リアにスポイラーとバンパーロアガーニッシュを配し、カラーリングをピアノブラック塗装で統一。専用ボディカラーに赤系の「ラディアントレッドコントラストレイヤリング」が設定された。
「Lexus Safety System +」は改良が施され、「プリクラッシュセーフティ」は交差点右折時に前方から来る対向直進車、右左折時に前方からくる横断歩行者にも検知が可能となり、高度運転支援機能「レーントレーシングアシスト（LTA）」はレーントレース性能の大幅向上や滑らかにレーン中央をキープする走行が可能となり、「レーダークルーズコントロール」は全車速追従機能付に強化。「オートマチックハイビーム（AHB）」や「ロードサインアシスト（RSA）」が採用されたほか、LTA制御中にドライバーの無操作状態が継続した場合に音・表示・緩減速による警告でドライバーに注意を促し、ハザードとホーンで車外に異常を報知しながら自車線内に減速・停車し、停車後にはドア解錠やヘルプネット自動接続による救命要請を行うことで自損加害事故の回避及び事故被害低減の支援、早期のドライバー救命・救護に寄与するドライバー異常時対応システムも搭載された。これら以外にも、パーキングサポートブレーキやパノラミックビューモニターといった安全装備も導入された。
3.5Lガソリンエンジン車の「IS350」は「F SPORT」のみに集約された。
特別仕様車「F SPORT Mode Black」は「IS300」と「IS350」の「F SPORT」をベースに、BBSとの共同開発によるマットブラック塗装鍛造アルミホイールの装備による軽量化によってばね下質量が低減されたほか、オート電動格納式ドアミラーにブラック塗装（ただし、ボディカラーで「グラファイトブラックガラスブレーク」を設定した場合はボディカラー同色）を採用。内装ではアッシュ材に高輝度塗装を施して銀墨色に仕上げた専用デザインのステアリングやオーナメントパネル（パワーウインドウスイッチベース）を採用したほか、8インチTFT液晶式メーターを専用オープニング仕様に変更。そのほか、三眼フルLEDヘッドランプ（ロー・ハイビーム）&LEDフロントターンシグナルランプ、後席SRSサイドエアバッグ、パワーイージーアクセスシステム（運転席オートスライドアウェイ&リターンメモリー機能付）が特別装備され、「IS350"F SPORT Mode Black"」にはジェイテクトのリヤディファレンシャルギヤ「トルセンLSD」も特別装備された。
今回のマイナーチェンジでWLTCモードによる燃料消費率・排出ガスに対応し、「IS300h」は「平成30年排出ガス基準75%低減レベル（☆☆☆☆☆）」認定を取得した。
2021年2月22日
北米にて「IS500」を発表。エンジンは「RC F」にも搭載されている5.0リットルV型8気筒の「2UR-GSE」型を搭載し、外装では専用のエンジンフードや「F」モデル共通のアイデンティティでもある4本出しマフラーを装備する。メカニズムそのものは2代目をベースとしたハイパフォーマンスモデルの「IS F」に準じているが、今回は追加モデルという位置づけとなるため「IS500 F SPORT Performance」の名称が与えられている。
2021年9月9日
一部改良並びに特別仕様車「F SPORT Mode Black S」、「F SPORT Mode Glitter」が発表された（10月以降の発売）。
一部改良ではLTAの制御内容が見直されたほか、「IS300」と「IS350」はブレーキペダルとマスターシリンダーを新型に変更。「IS300h」はアクセサリーコンセント（AC100V・1,500W/ラゲージルーム内）のメーカーオプションが設定された。
「F SPORT Mode Black S」は2020年11月発売の「F SPORT Mode Black」の後継モデルとなり、ウインドゥモールがブラックステンレスとなり、シート表皮にはウルトラスエード/L texスポーツシート（グレー/ブラック、運転席ポジションメモリー、運転席・助手席ベンチレーション機能付）が追加された。また、「F SPORT Mode Black」では設定されていなかった「IS300h」モデルも設定された。
「F SPORT Mode Glitter」は「F SPORT Mode Black S」と同じように「F SPORT」がベースで、一部の装備（ドアミラー・ウインドゥモールなど）も「F SPORT Mode Black S」と共通となっているが、アルミホイールは19インチのブラックスパッタリング塗装、シートはブラック&アクセントフレアレッドのL texスポーツシートを採用。ステアリング（専用ディンプル本革）やオーナメントパネル（パワーウインドゥスイッチベース部）にはアッシュ材を銀墨色に仕上げた専用デザイン（オープンフィニッシュ）が採用された。
2022年7月21日
前述した「IS500」を日本国内にも「IS500"F SPORT Performance"」として導入することを発表（8月25日発売）。
日本導入にあたり、特別仕様車「IS500"F SPORT Performance First Edition"」の設定を発表。外観はマットブラック塗装を施したBBS製専用19インチ鍛造アルミホイールとブラック塗装の専用ドアミラーを装備。内装はアッシュとオーナメントパネルにオープンフィニッシュ/ベンガラ、ステアリングは"F SPORT"専用ディンプル本革（パドルシフト付）、シートにはブラウンステッチを施したブラック×ブラウンパーフォレーションの専用シートを採用し、専用プレートが装着される。500台（販売店向け試乗車・展示車の台数は除く）限定となるため、抽選販売の形態を採り、日本導入日の8月25日から9月15日まで販売店で抽選申込を受け付け、9月下旬から順次商談が行われる。なお、通常モデルは同年冬以降に案内される予定である。
2022年8月25日
一部改良並びに特別仕様車「F SPORT Mode Black III」が発売された。
一部改良では、センタークラスターメッキの色をダークシルバーに変更され、オーバーヘッドコンソールにカップホルダー照明を追加。「F SPORT」は専用ボディカラーとしてチタニウムカーバイドグレーが追加され、2021年9月に発表された特別仕様車「F SPORT Mode Glitter」に装備されていた19インチアルミホイール（ブラックスパッタリング塗装）を専用のメーカーオプションとして設定された。
特別仕様車は「F SPORT Mode Black」の第3弾として設定されたもので、第2弾となる「F SPORT Mode Black S」からの変更点としてウルトラスエード/L texスポーツシートがブラックとなり、ステアリングはアッシュ（オープンフィニッシュ/銀墨）+ディンプル本革の専用仕様となった。
併せて、既に発表済みの「IS500"F SPORT Performance"」が正式に日本導入され、特別仕様車「IS500"F SPORT Performance First Edition"」の抽選申込受付も開始された。
2025年1月23日
「IS300h」の2WD車及び「IS350」・「IS500」の一部改良並びに特別仕様車「F SPORT Mode Black IV」が発売された。
一部改良は2022年8月以来約2年5ヶ月ぶりの実施となり、「IS500」はブラック・ホワイト・フレアレッドの3色の本革シートのメーカーオプションを設定。併せて、アウターミラーにブラック塗装とスモークメッキ加飾が施された。「IS300h」はメーカーオプションのアクセサリーコンセント選択時に窓を閉めたままで電源コードを出して給電を可能にする外部給電アタッチメントが追加された。
「F SPORT Mode Black」の第4弾として設定されたもので、第3弾となる「F SPORT Mode Black III」からの変更点として、BBS製の専用鍛造アルミホイールがブラック塗装に、ブラック塗装の専用ドアミラーが「IS500"F SPORT Performance"」と同じスモークメッキ加飾付にそれぞれ変更され、ベース車ではメーカーオプション設定となるパノラミックビューモニターと後席SRSサイドエアバッグが特別装備された。
なお、今回の一部改良後でもリモートタッチ（タッチパッド式）、アナログクロック（GPS時刻補正機能付）、ディスク（CD/CD-RW/DVD/Blu-ray）再生対応オーディオ、10.3インチタッチワイドディスプレイは継続装備しており、2025年5月時点におけるレクサスの販売車種の中で唯一使用している車種となる。
2025年6月19日
特別仕様車「IS500"Climax Edition（クライマックス エディション）"」が発表された（8月頃に500台の限定販売を予定）。
足回りはフロント対向キャリパーをbrembo製の6ポッドアルミ製に変更、ベンチレーテッドディスクブレーキはφ380mmのピラーフィン式となり、高摩擦ブレーキパッドを追加。ブレーキキャリパーはレッドに、アルミホイールはBBS製マットブラック塗装の鍛造にそれぞれ変更した。
内装はディンプル本革ステアリング（パドルシフト付）&ディンプル本革シフトノブとウルトラスエード/L texスポーツシートをブラック&フレアレッドに、シートベルトをレッドにそれぞれ変更されたほか、アナログクロックも立体構造の文字盤を複数層で塗装し、レーザーで赤色を削り出す加工が施された専用仕様が装備される。
ボディカラーは本仕様車専用の特別塗装色であるニュートリノグレーを含む9色が設定される。
2025年6月20日
ガソリンモデルの「IS300」と「IS500」を同年11月をもって生産終了することが発表された。
2025年7月25日
「IS300h」のAWD車と「IS350」を一部改良し、同年1月に発表・発売された特別仕様車「F SPORT Mode Black IV」を「IS300h」のAWD車と「IS350」にも拡大設定された。

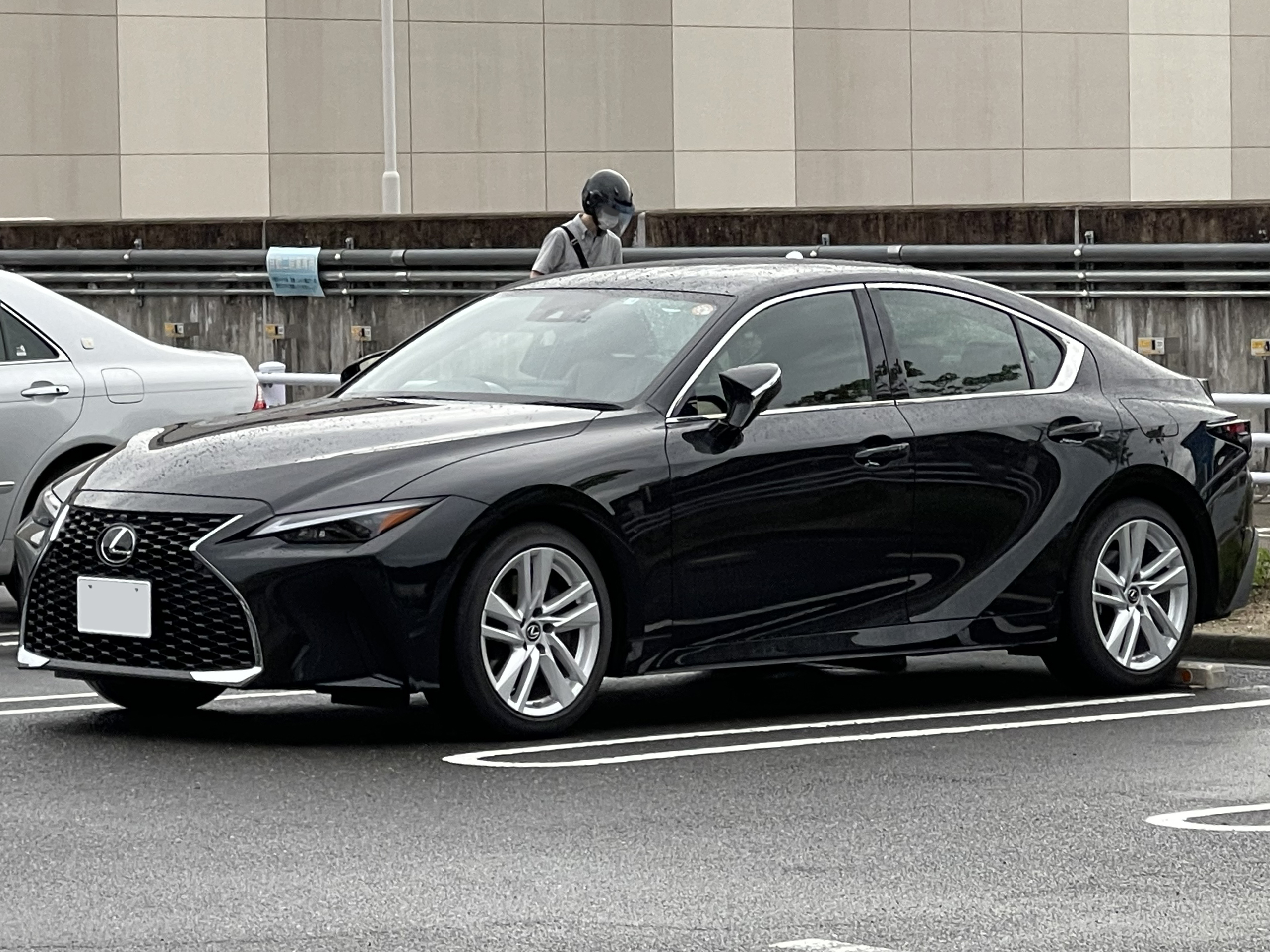
日本仕様 2020年11月改良型 IS 300
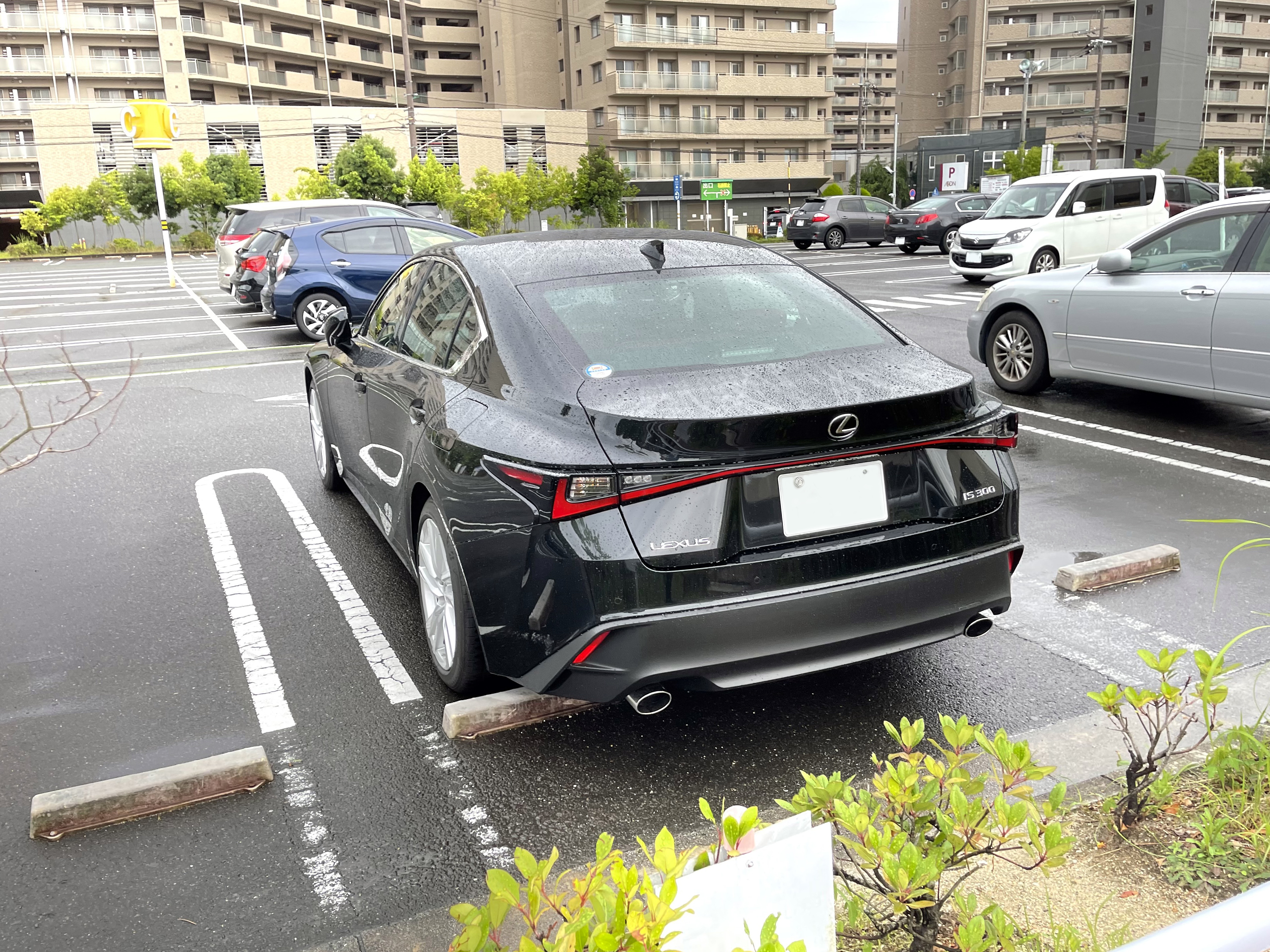
日本仕様 2020年11月改良型 IS 300 リア
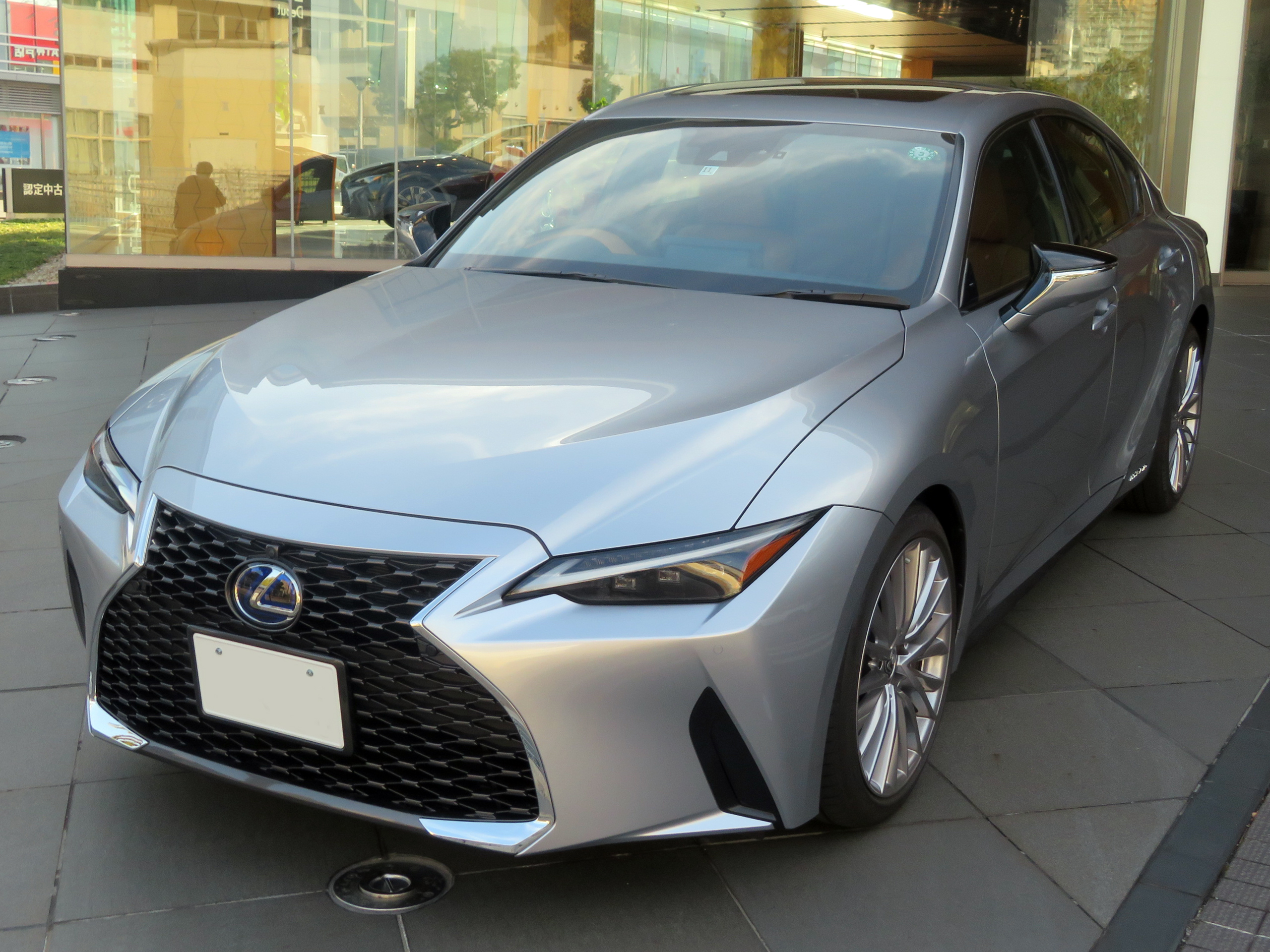
日本仕様 2020年11月改良型 IS 300h"version L"
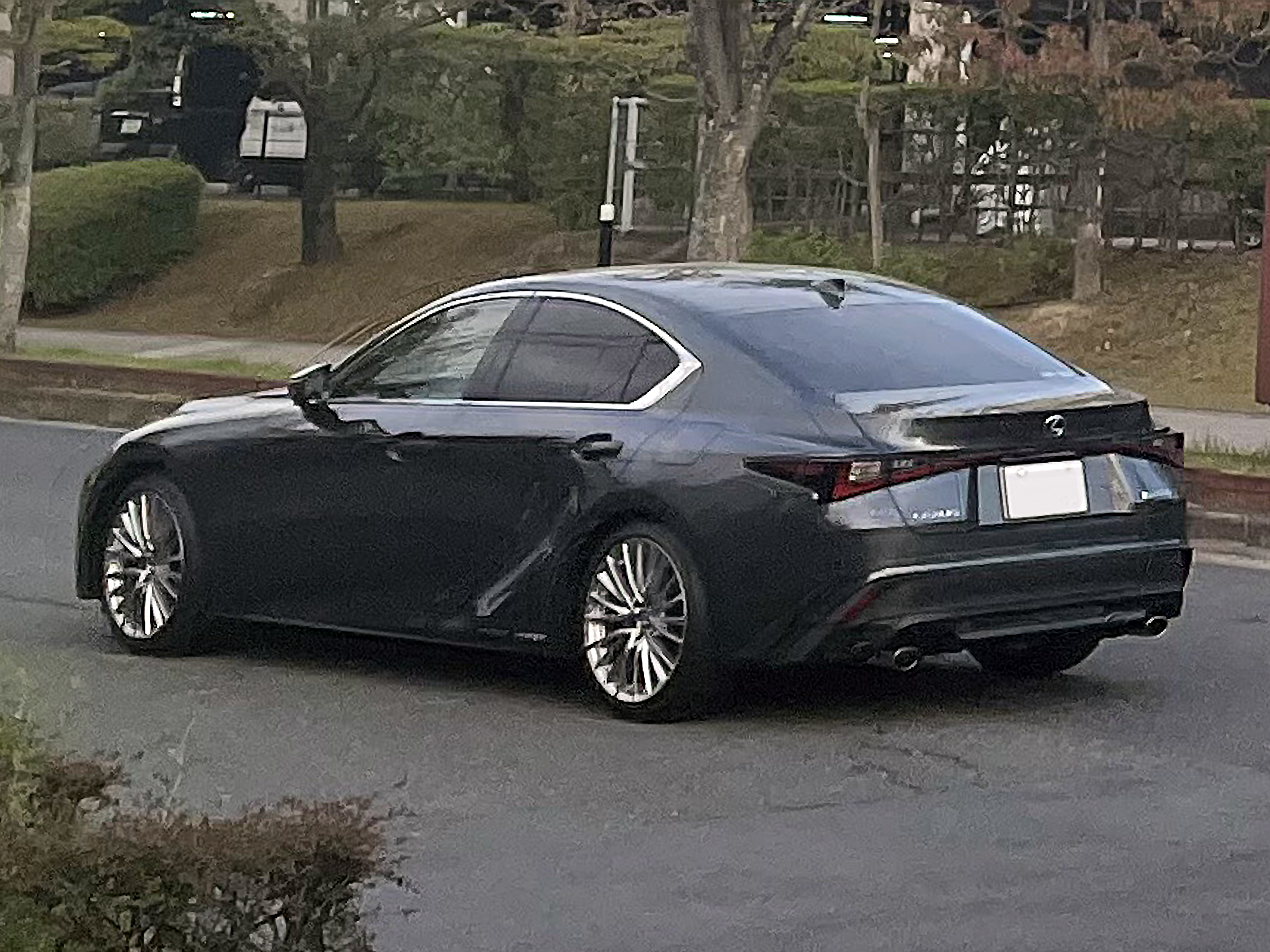
日本仕様 2020年11月改良型 IS 300h"version L" リア

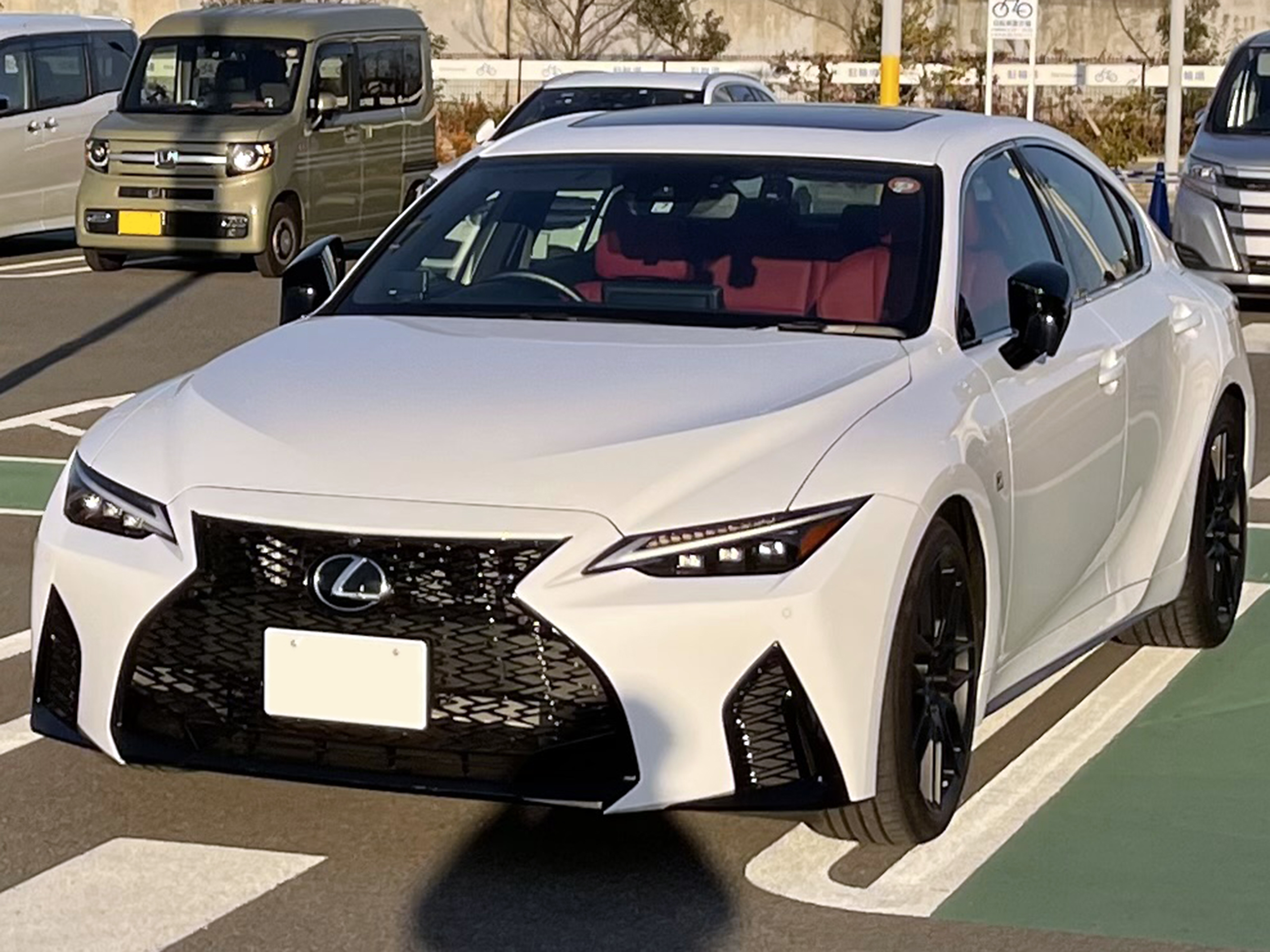
日本仕様 2020年11月改良型 IS 300 F SPORT Mode Black
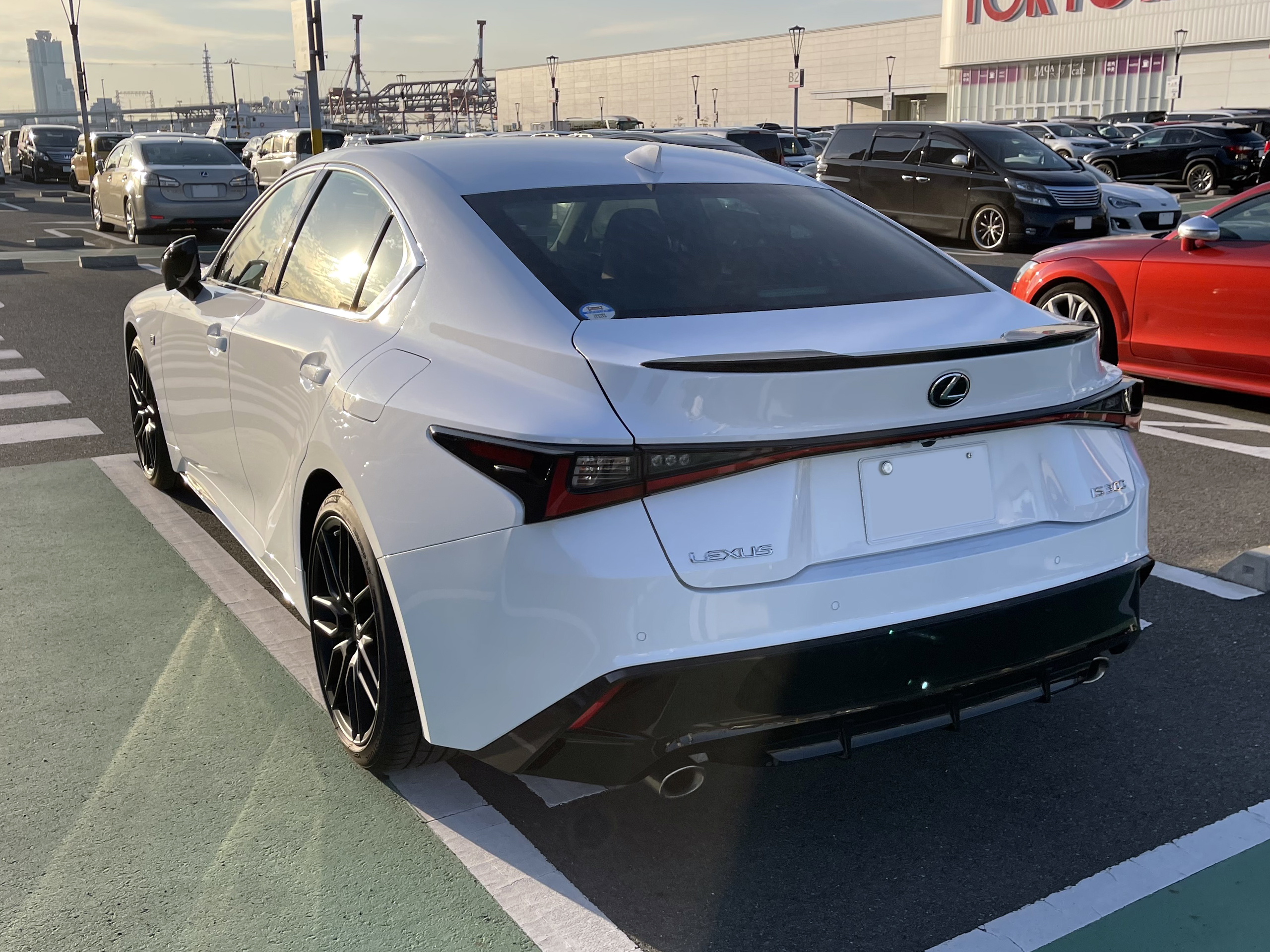
日本仕様 2020年11月改良型 IS 300 F SPORT Mode Black リア
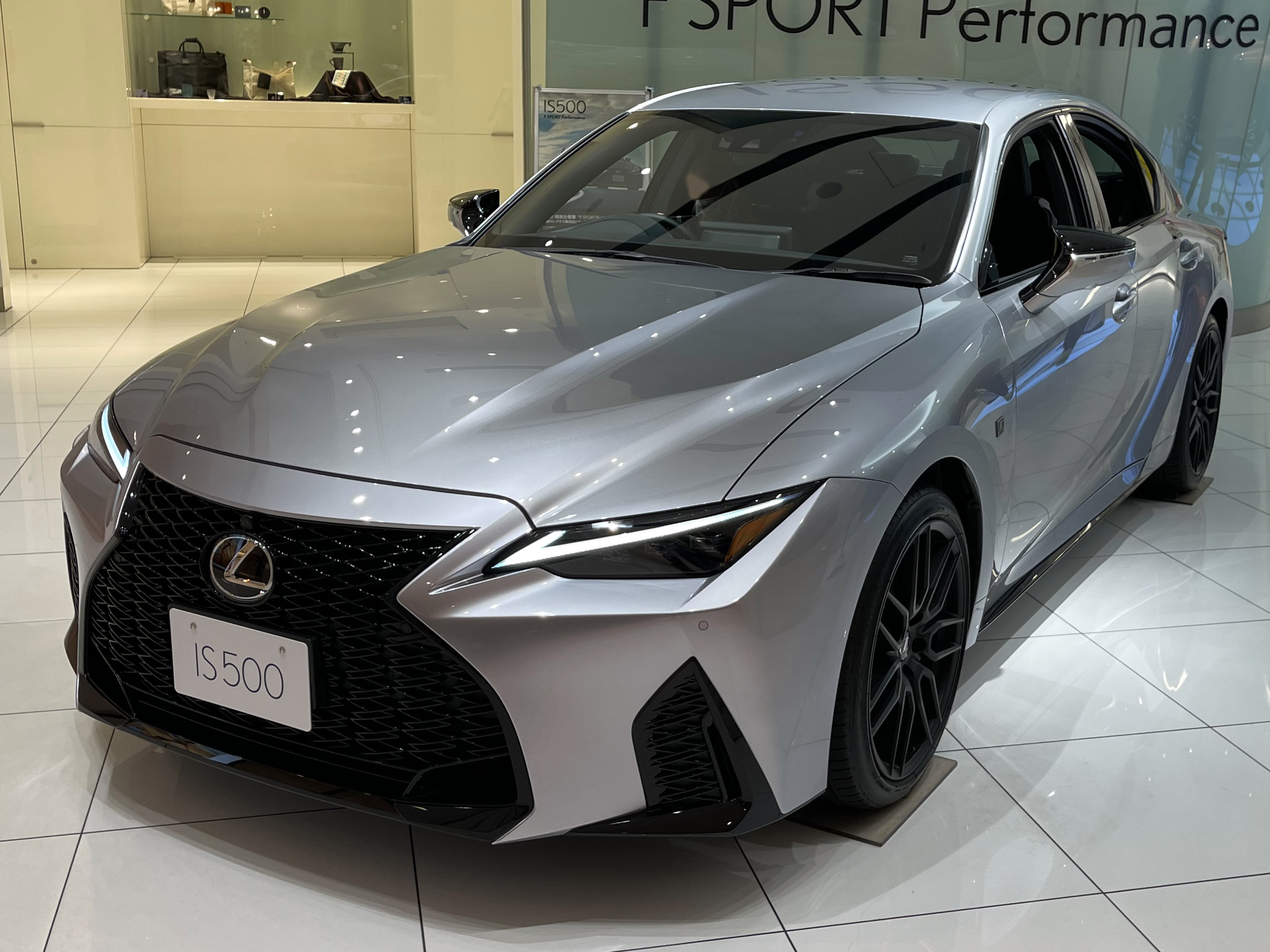
日本仕様 2022年8月販売型 IS 500 F SPORT Performance
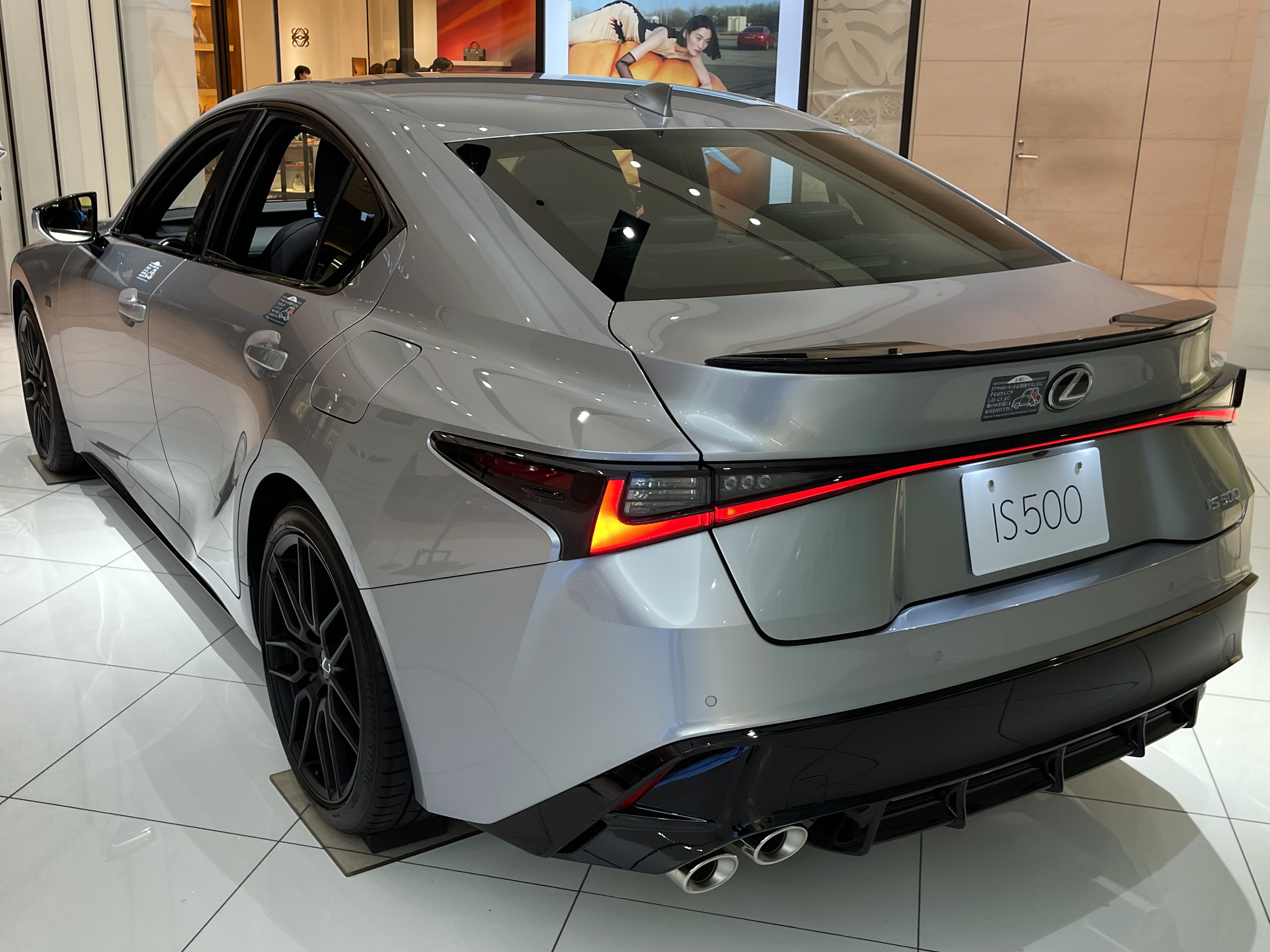
日本仕様 2022年8月販売型 IS 500 F SPORT Performance リア

## 車名の由来
- 「IS」の車名は「Intelligent sports Sedan」の頭文字をとった略である。
- 「C」は「Convertible」の略である。

## 受賞歴
- 市場調査会社JDパワーによる初期品質調査にてクラス第1位（2006年）
- JDパワーによるイギリスの顧客満足度調査にてモデル別ランキング第1位（2007年）
- IS350のV6エンジンである2GR-FSEが、業界紙「ワーズオート」による「世界10大エンジン賞」に2年連続（2006年、2007年）で選出
- 2006年、ドイツ・「ゴールデン・ステアリング賞（高級車部門）」受賞　（「サスペンション」、「ハンドリング」、「ブレーキ」、「ヴァリュー・フォー・マネー」の各部門賞も併せて受賞）
- 2006年、イギリス・「トップ・ギア」誌「Executive Car of the Year」受賞
- 2006年、カナダ・「Car of the Year（テクノロジー賞）」受賞（IS350）
- 2006年、「世界・カー・オブ・ザ・イヤー」最終候補　（最終受賞は、レクサスLS460）
- 2007年、ドイツ・iFデザイン賞金賞受賞（レクサスGS450hと同時受賞）
- 2013年、ソニックチタニウム外装とトパーズブラウンインテリアの組み合わせが「オートカラーアウォード2014」グランプリ受賞[23]

## 製造工場
トヨタ自動車田原工場第3製造部のレクサス専用製造ライン、およびトヨタ自動車九州宮田工場で製造されている。なお、IS220d、IS250C/350Cについてはトヨタ自動車九州宮田工場に生産が一本化されている。

## カスタマイズ
ほぼ同時に発売された「GS」と同様にメーカーのすみずみに渡る品質管理でカスタマイズは困難を極めたが、トヨタのセミワークスであるTOM'Sや大手アフターパーツメーカーであるBLITZをはじめとする社外品メーカーがカスタマイズに成功している。さらにSARDがIS220dに搭載されている6速ミッションをベースにクロスレシオ化や強化クラッチ、フライホイール、専用コンピューターに加えIS220dの内装パーツをパッケージ化した6MTコンバーションキットを販売している。
また、日本国外では「LEXUS F-Performance」と銘打ってレクサスとTRD-USAが共同開発したIS専用のハイパフォーマンスキット（19インチアルミホイール、エアインテーク、マフラー、サスペンション、ブレンボ製6ポット&4ポットブレーキキャリパー&大径ドリルドローター、ボディ補強パーツなど）をレクサス初の公認チューニングパーツとしてディーラーで販売している。

## モータースポーツ
SUPER GT

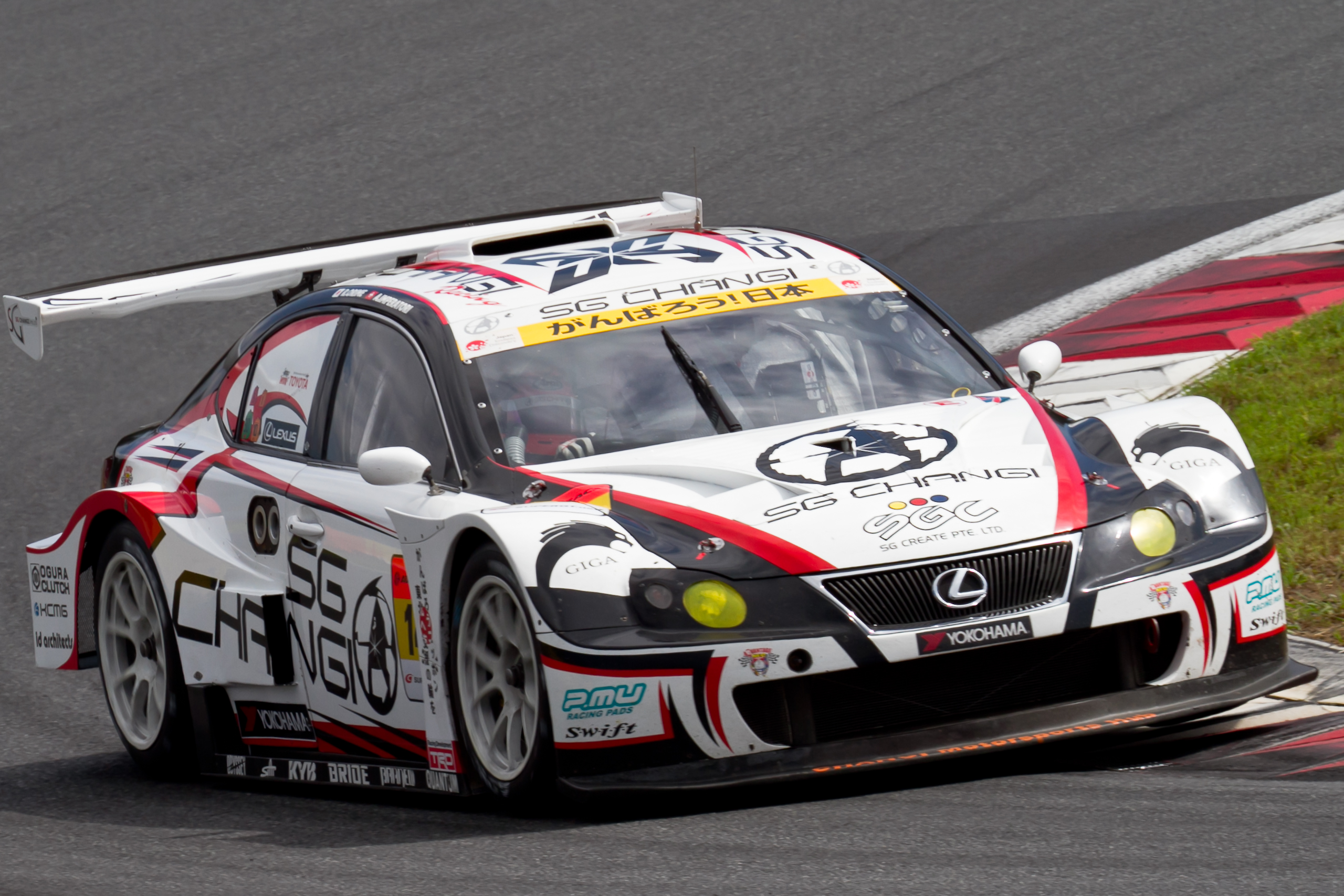
SG CHANGI IS350

2008年（平成20年）より、トヨタ・セリカの後継車種としてSUPER GTのGT300クラスにフォーミュラ・ニッポンのRV8Jエンジンをミッドシップ搭載したIS350が参戦する。
IS350で参戦するチームはTEAM TAKEUCHI、RACING PROJECT BANDOH。前者は第2戦から参戦予定だったが、車両の完成の遅れで第3戦から参戦を開始、後者は第2戦までは前年度と同じFRのセリカで参戦し、第3戦から参戦を開始した。そして、第7戦では最後尾スタートからの追い上げで初優勝してみせた。
そして、翌年の2009年（平成21年）はRACING PROJECT BANDOHが開幕戦での優勝を含め4回の表彰台を獲得し織戸学/片岡龍也組がシリーズチャンピオンに輝いた。
2011年（平成23年）はチームSGチャンギがTEAM TAKEUCHIの使っていた個体で参戦し、第4戦で優勝を遂げている。
ニュルブルクリンク

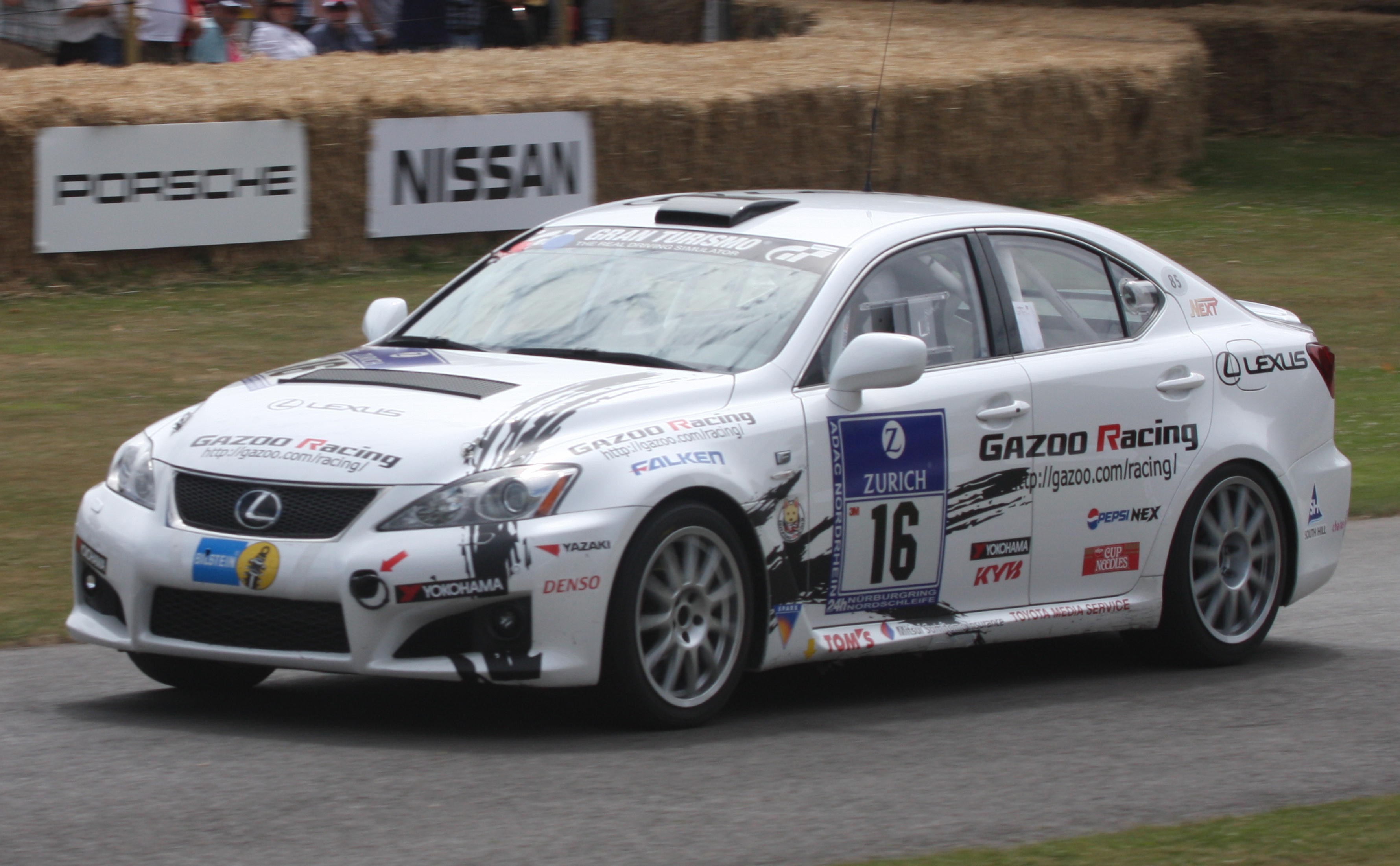
IS-F（2009年）

2008年に「クルマの味付け探しの旅」と称して24時間レースの前哨戦となるVLN開幕戦にIS250で参戦。豊田章男/平田泰男/佐藤久実のドライブでクラス2位を獲得した。
2009年のVLN第2戦にもLFAとともにIS Fがプレイングマネージャー的立ち位置で参戦。ドライバーは成瀬弘・高木実・勝俣義信。トップのLFAとSP8クラスワンツーフィニッシュを飾った。同年VLN第8戦にプライベーターとして山内一典、ピーター・ライオン、松田秀士がIS Fで参戦、クラス優勝した。
2010年には山内・松田含む『ワールド・カー・アワード』のメンバーたちがISｰFでニュル24時間に参戦、総合59位/クラス4位で完走した。
2016年からはレクサス専門チューナーのNOVEL RACINGがIS Fで度々ニュルに参戦し、表彰台に上がっている。
ワンメイクレース
2008年にIS Fのワンメイクレース用車両のテストカーが発表され、2011年に『IS F CCS-R』の名で発売された。安全装備の他フェンダーやウィングなどがカーボン化により軽量化されているものの、エンジン・ブレーキ・トランスミッションは市販車のIS Fと同じである。
CCS-Rの開発はニュルで行われ、2011年にVLN第9戦木下隆之/高木実/佐藤久実、2012年のVLN開幕戦では山内一典・飯田章らがステアリングを握った。
レースは現在までインタープロトシリーズと併催で行われている。
ドリフト

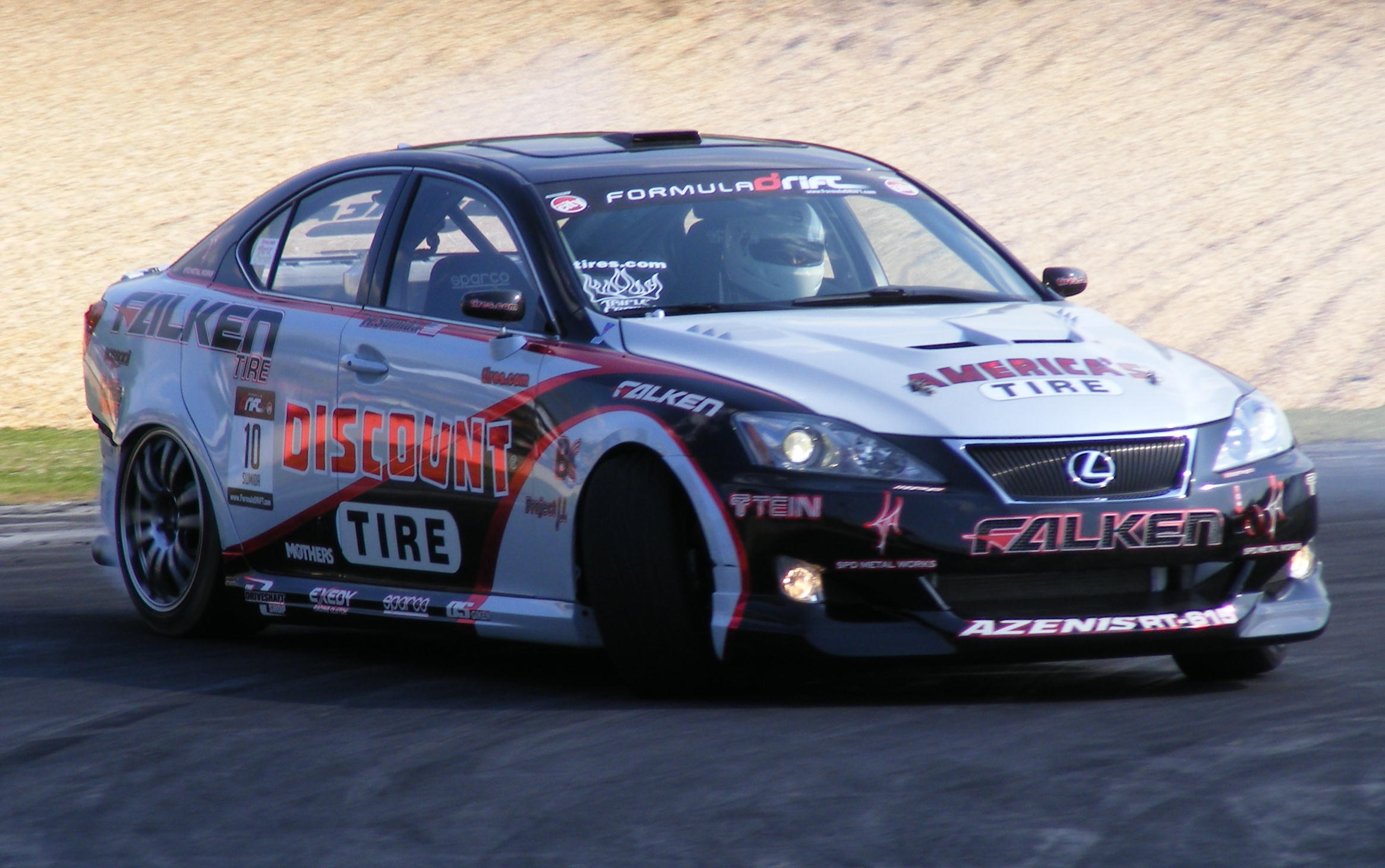
フォーミュラ・ドリフトのIS（2009年）

D1にIS220（初代）、IS250（2代目）が出場したことがあるほか、2009年にアメリカのフォーミュラDに吉原大二郎が2006年型のIS350で出場していた。
2012年と2013年には斎藤太吾がフォーミュラ・ドリフトアジアシリーズでIS Cをドライブしチャンピオンになっている。